# Llista de peixos d'Albània

Localització d'Albània a Europa

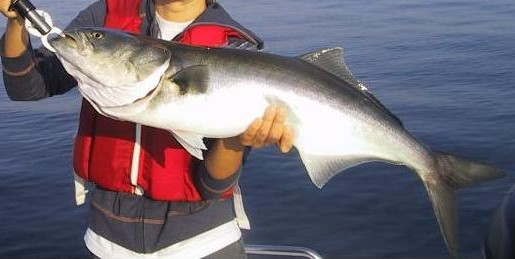
Tallahams (Pomatomus saltatrix)

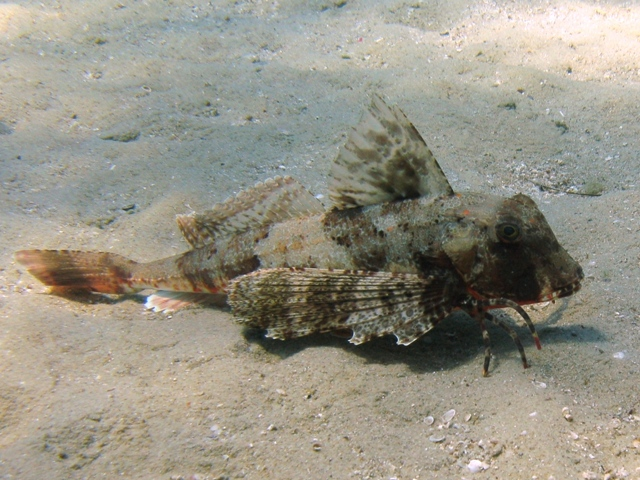
Gallineta (Trigloporus lastoviza)

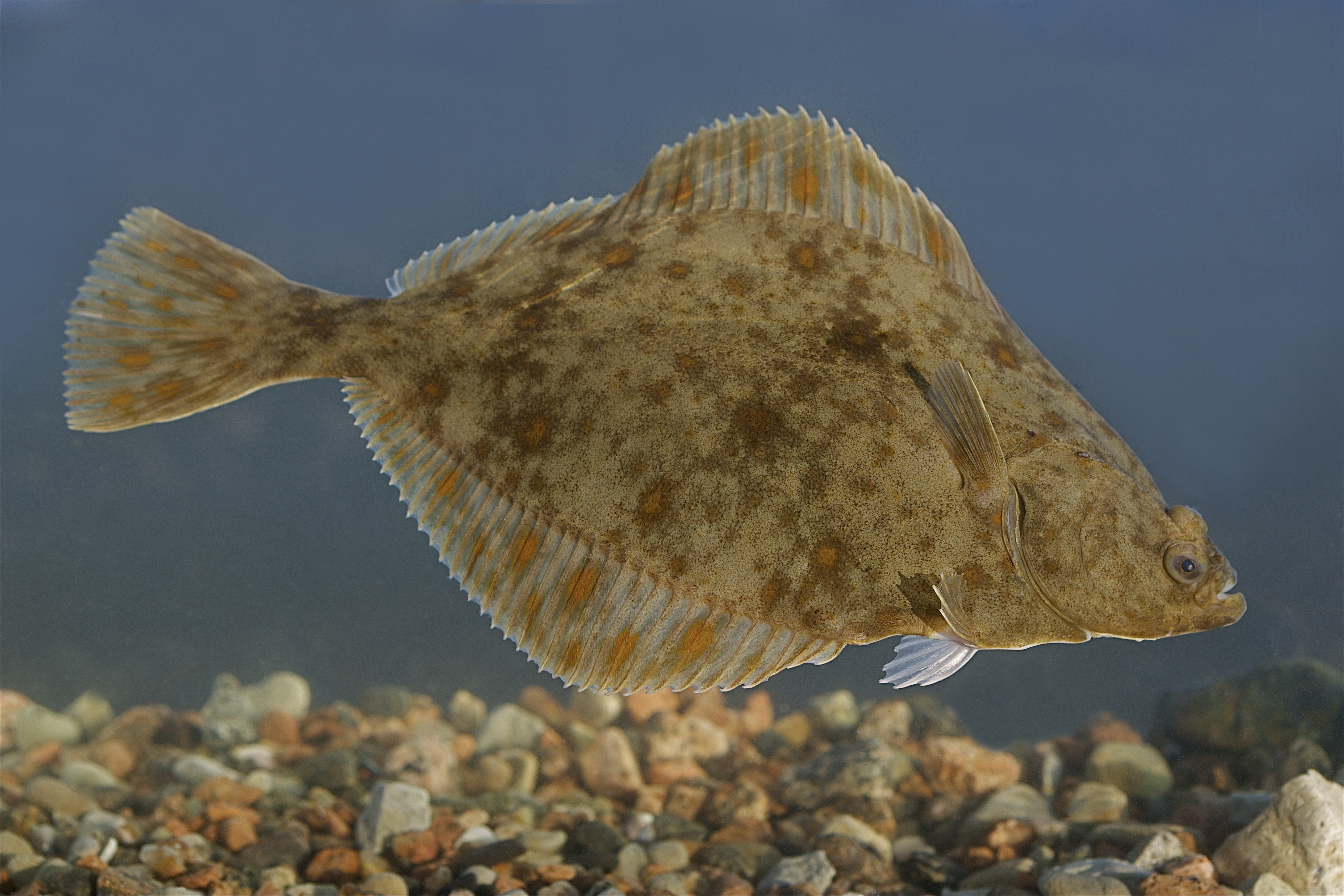
Rèmol de riu (Platichthys flesus)

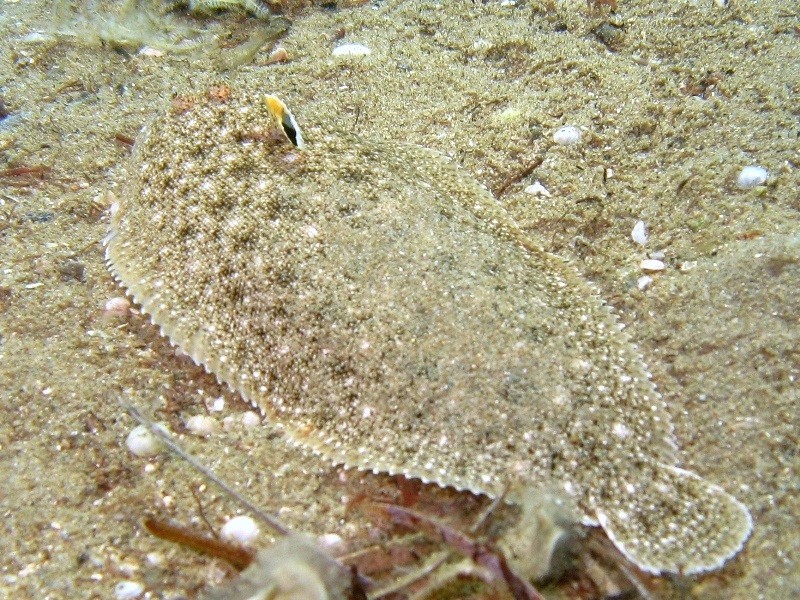
Llenguado nassut (Pegusa lascaris)

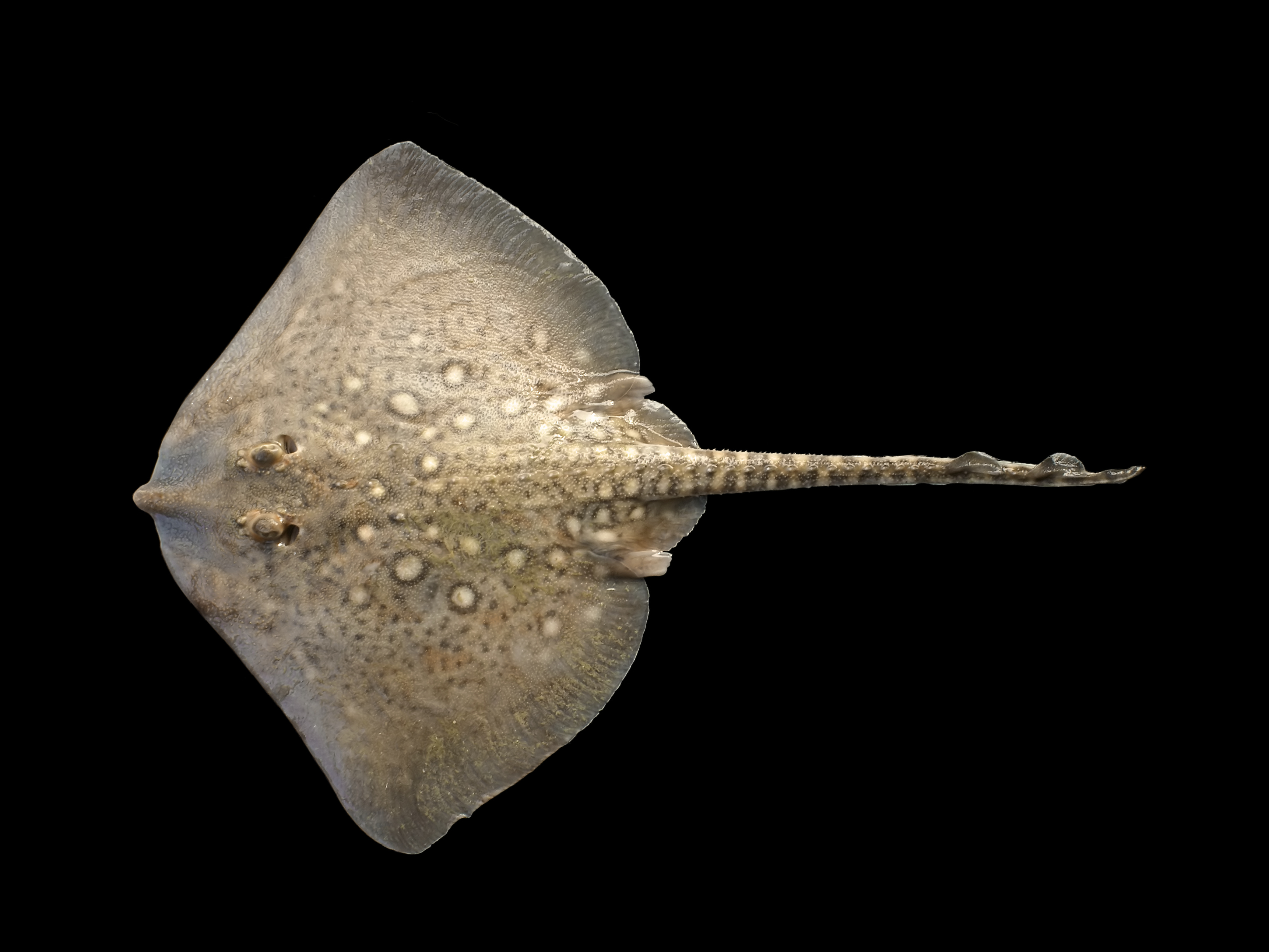
Clavellada (Raja clavata)

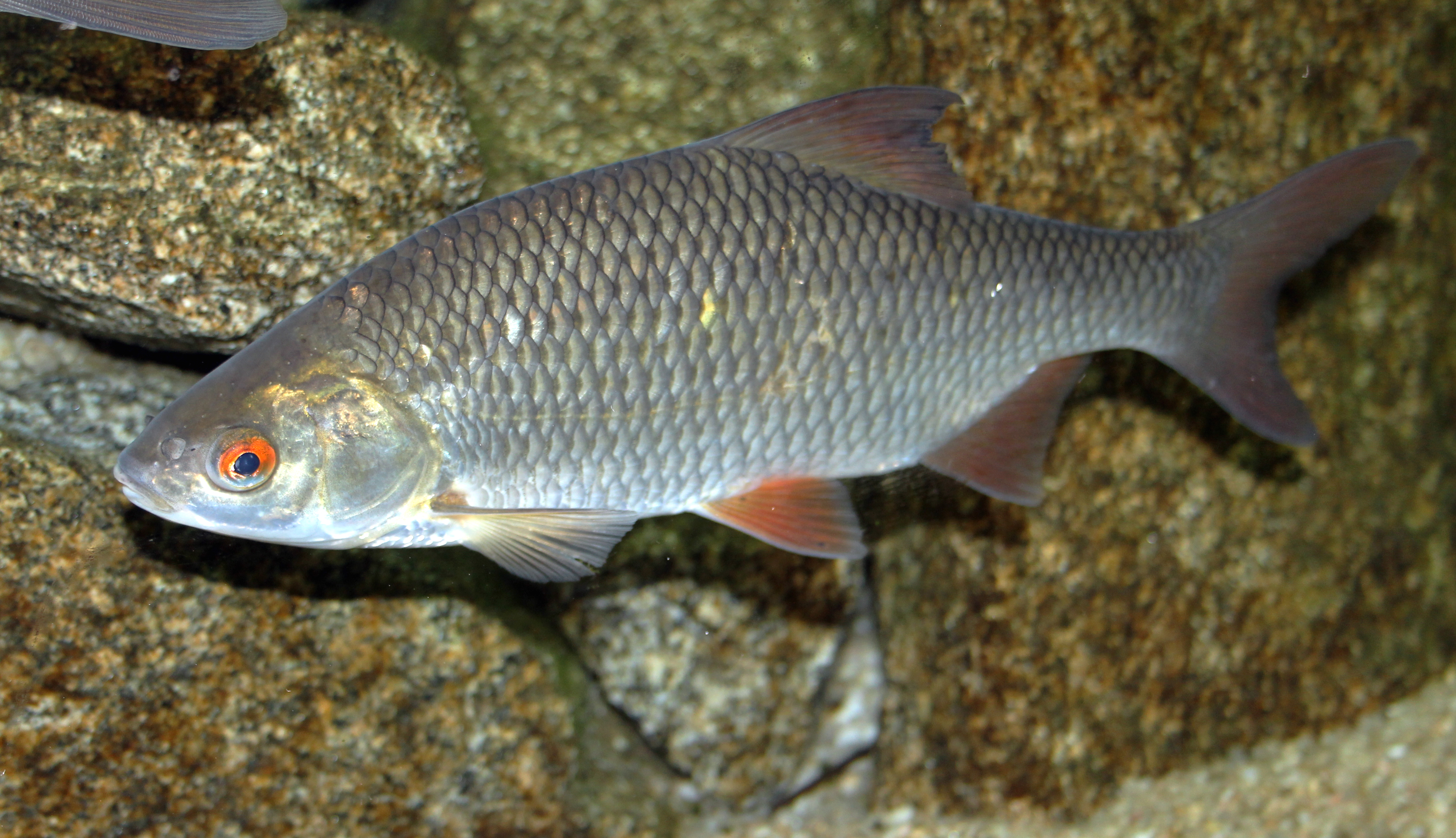
Madrilleta vera (Rutilus rutilus)

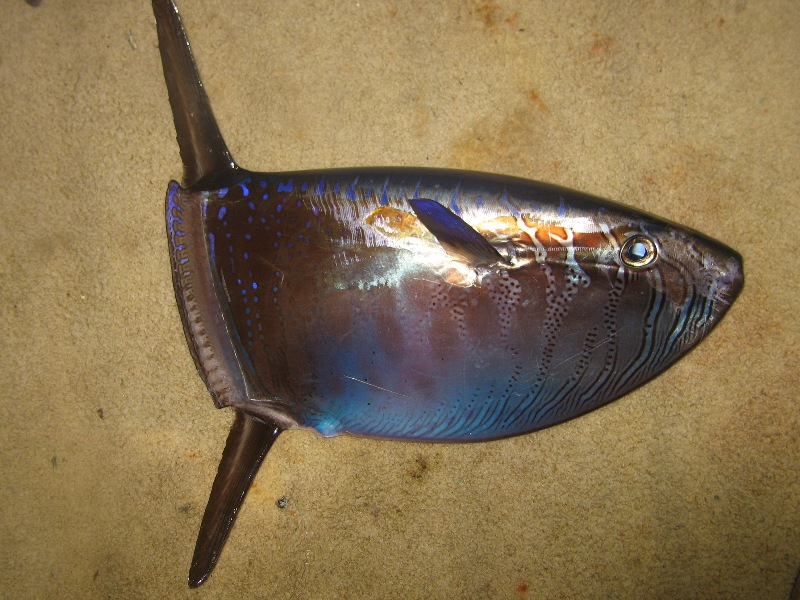
Ranzania laevis

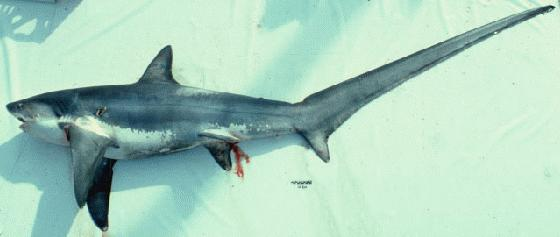
Peix guilla (Alopias vulpinus)

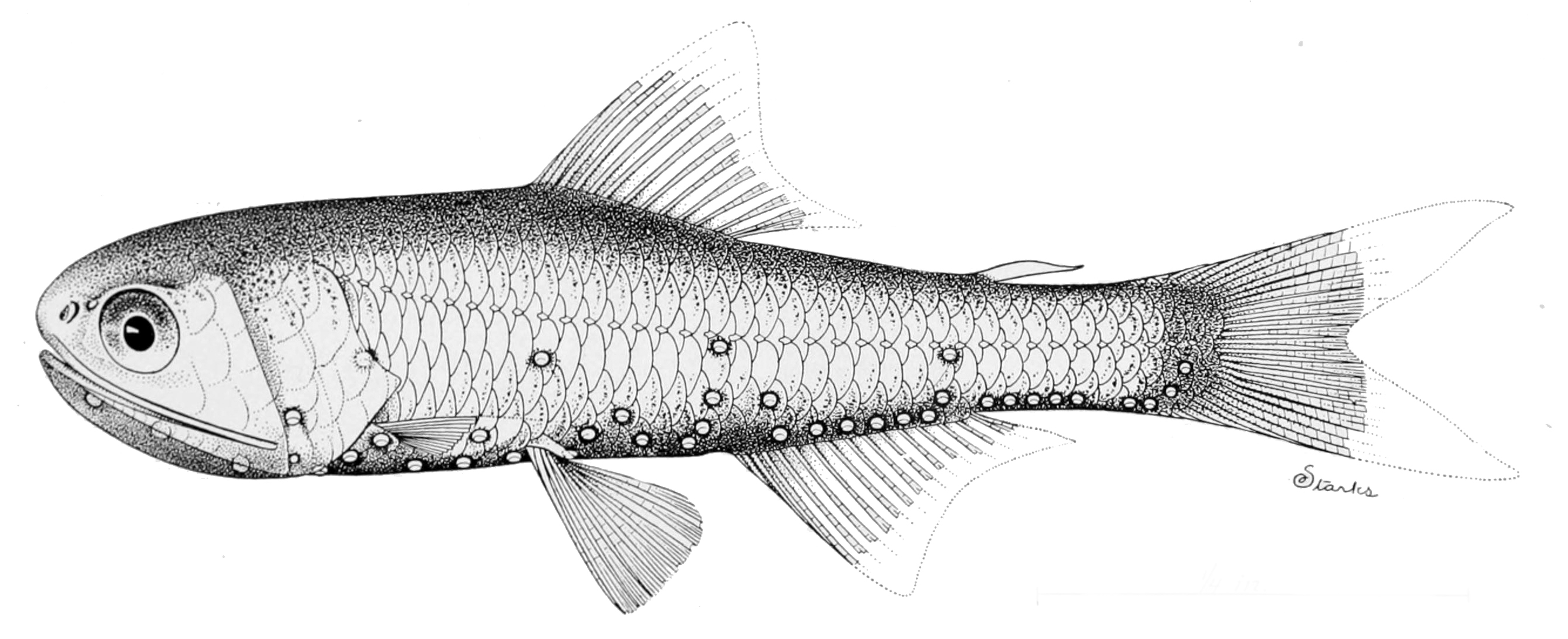
Lobianchia dofleini (il·lustració del 1908)

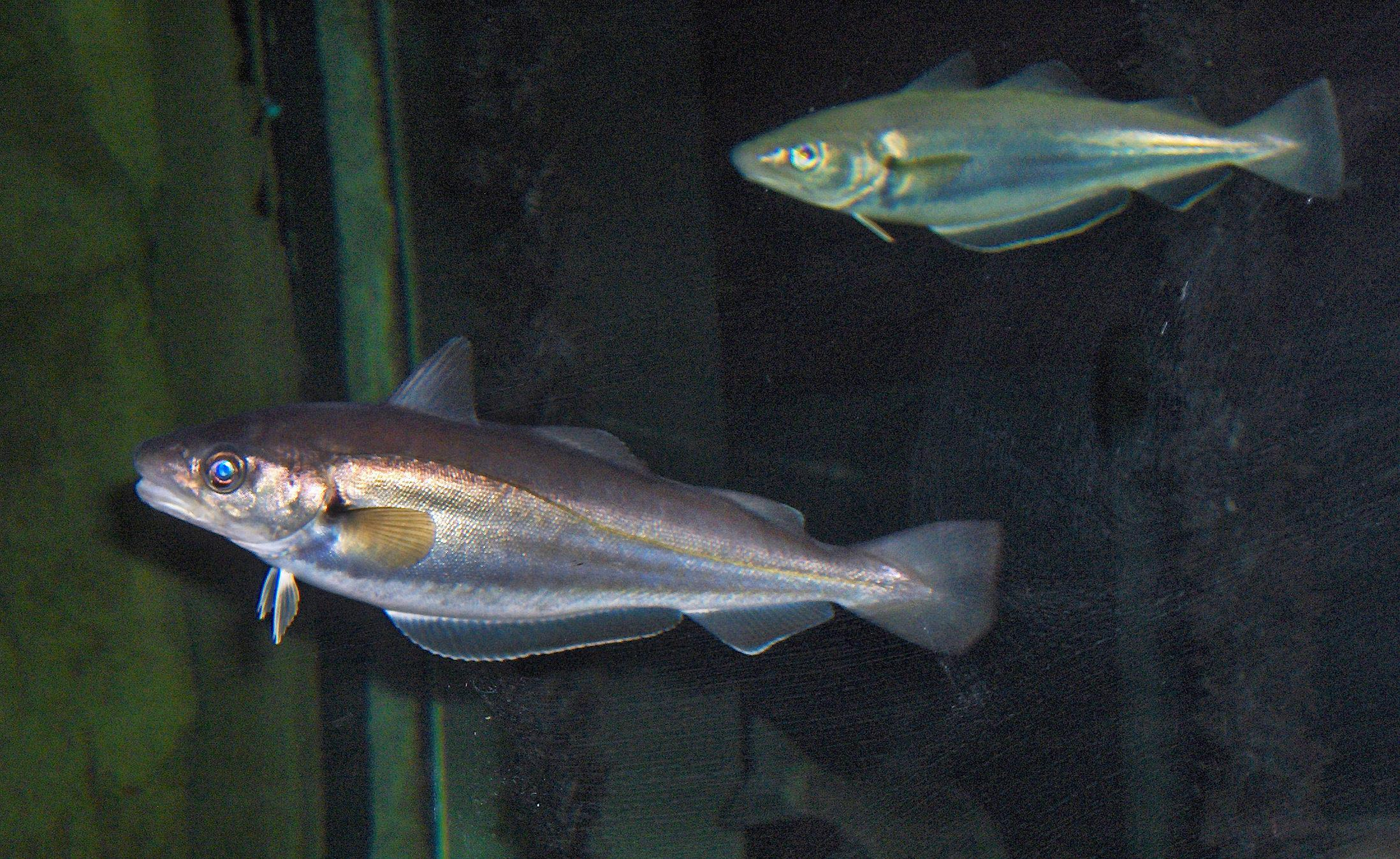
Merlà (Merlangius merlangus)

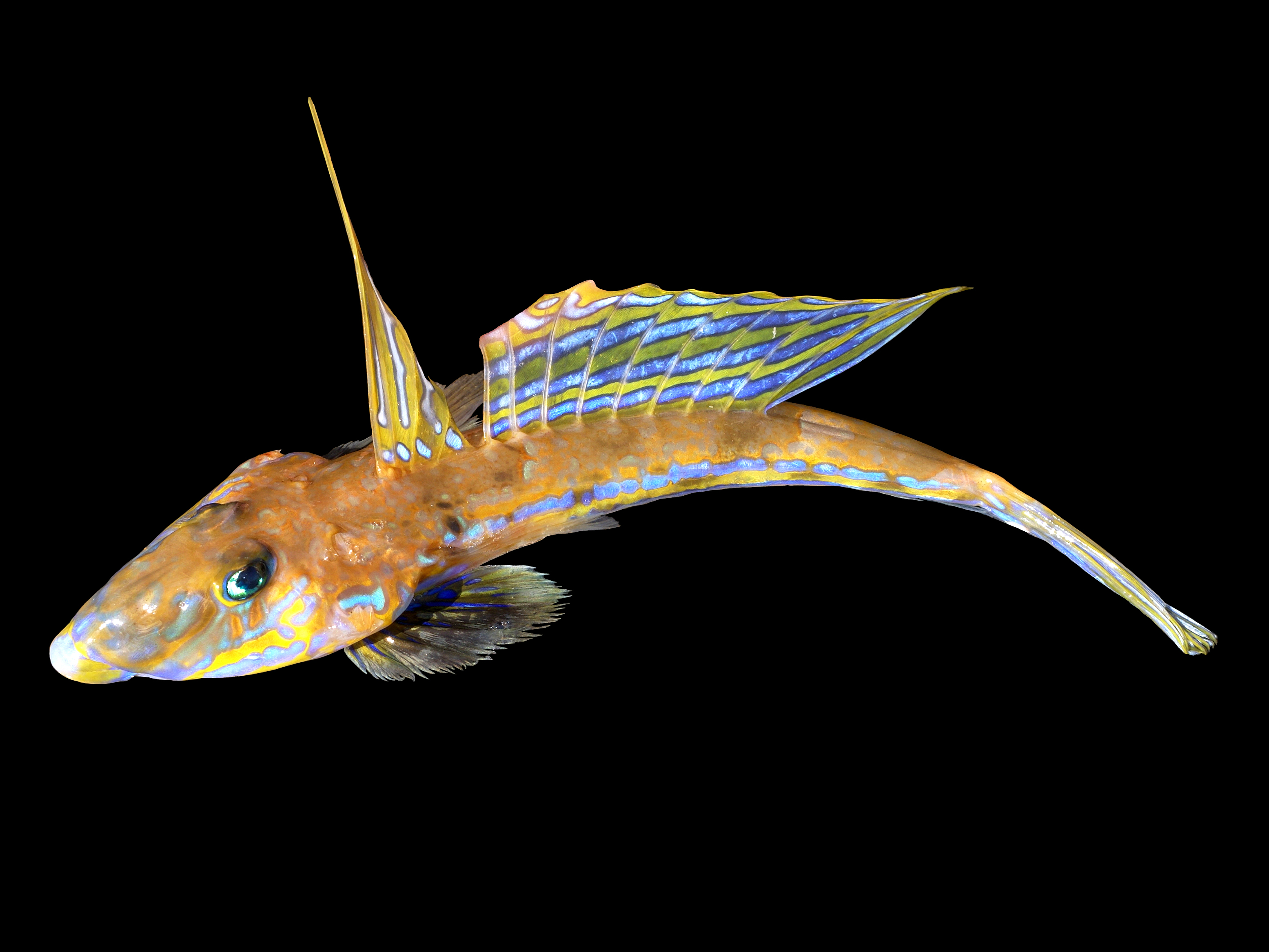
Dragó lira (Callionymus lyra)

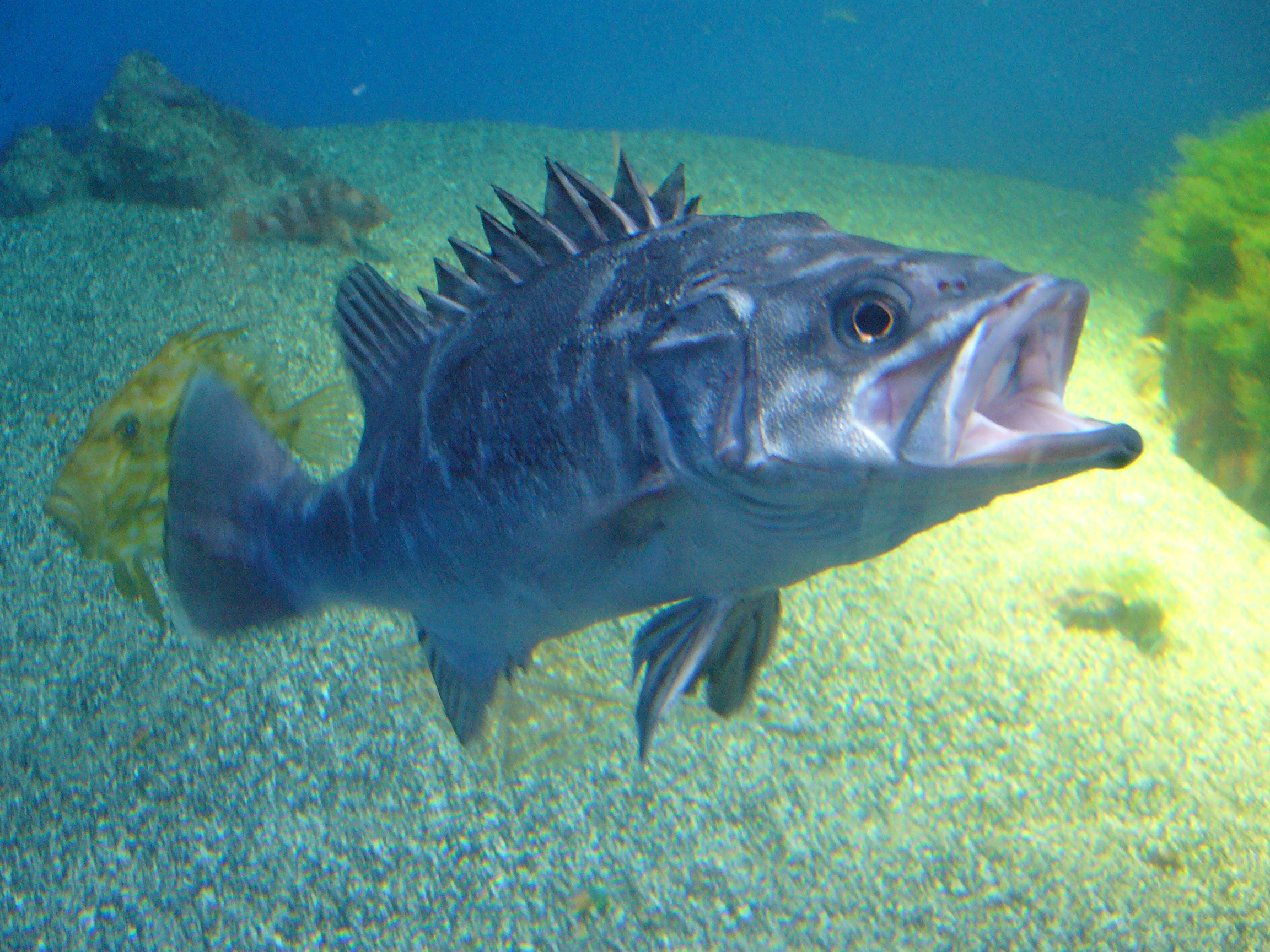
Dot (Polyprion americanus)

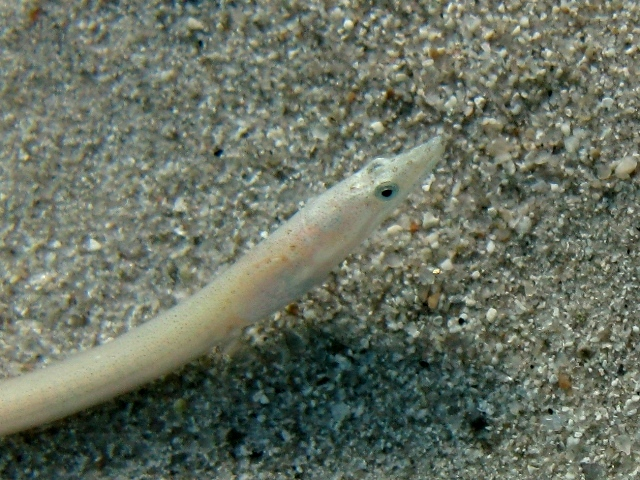
Ophisurus serpens

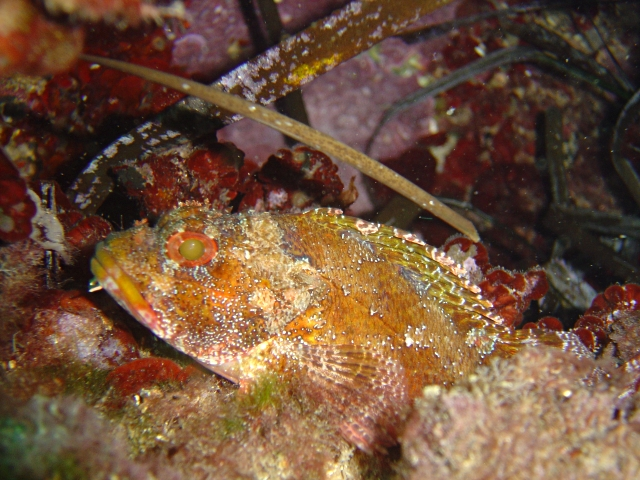
Scorpaena elongata

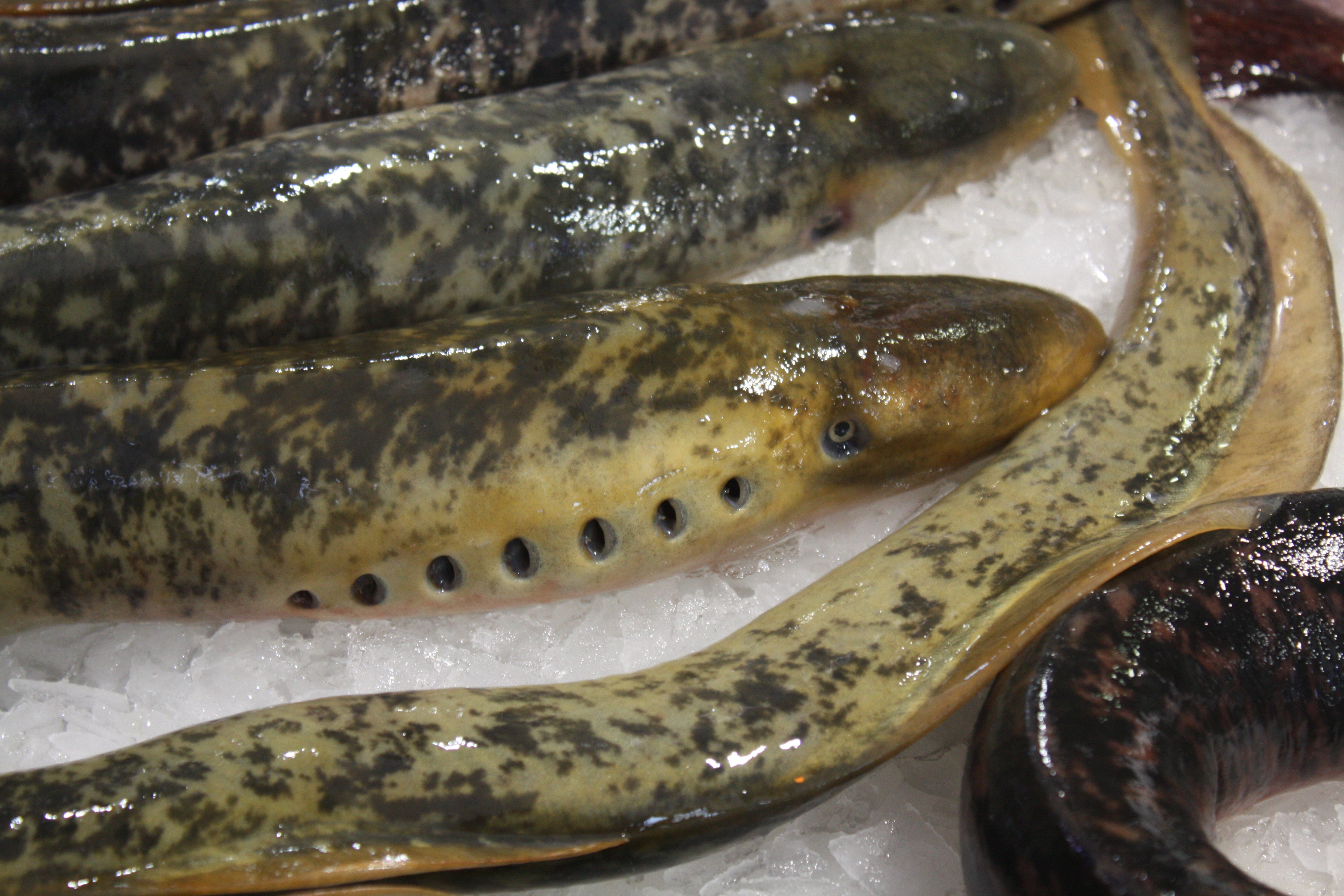
Llampresa de mar (Petromyzon marinus)

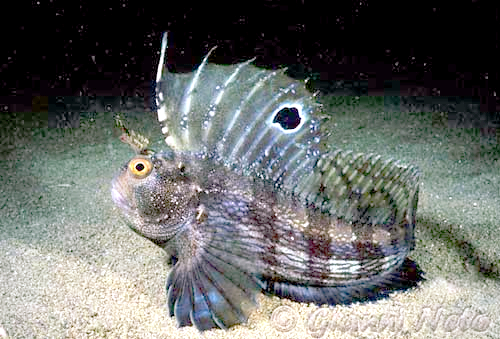
Ase mossegaire (Blennius ocellaris)

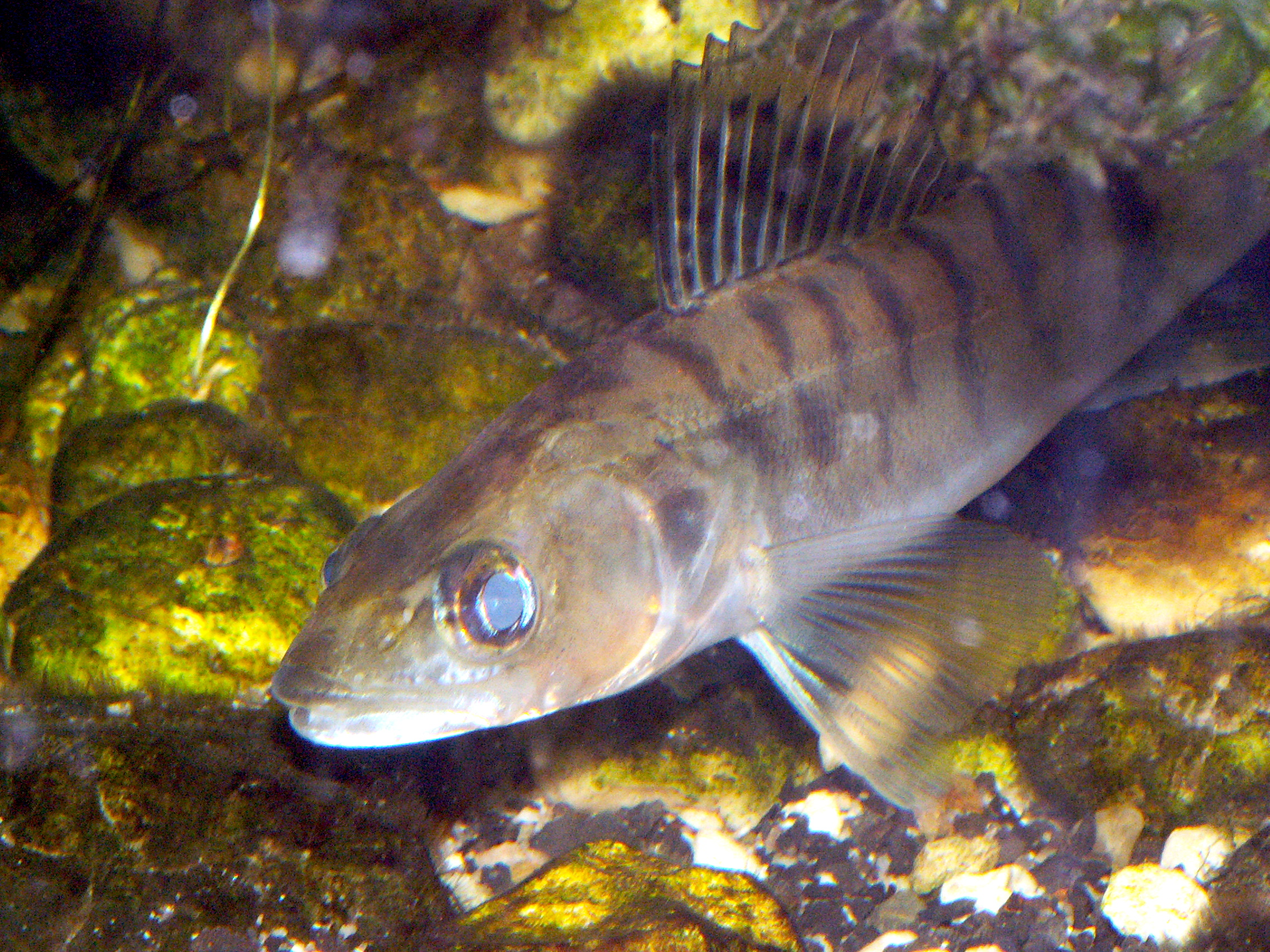
Lucioperca (Sander lucioperca)

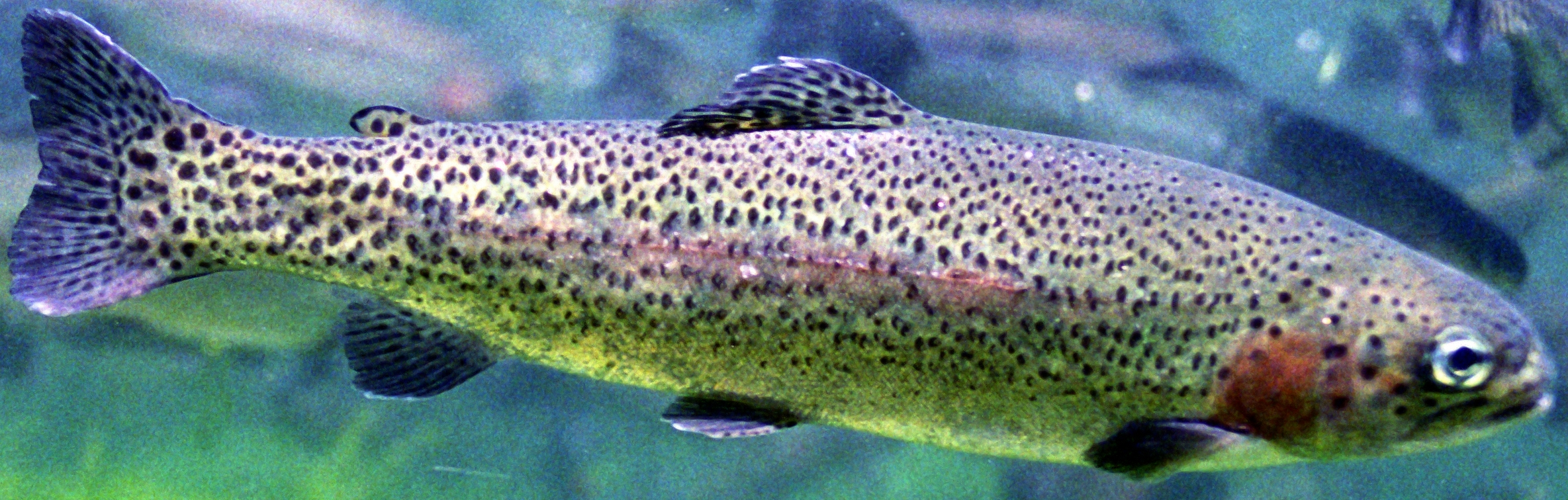
Truita arc de Sant Martí (Oncorhynchus mykiss)

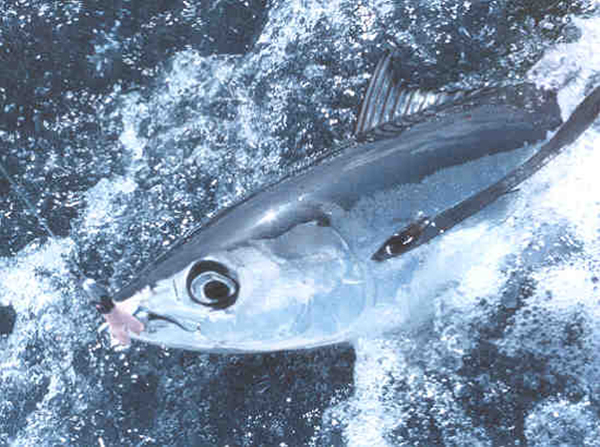
Tonyina blanca (Thunnus alalunga)

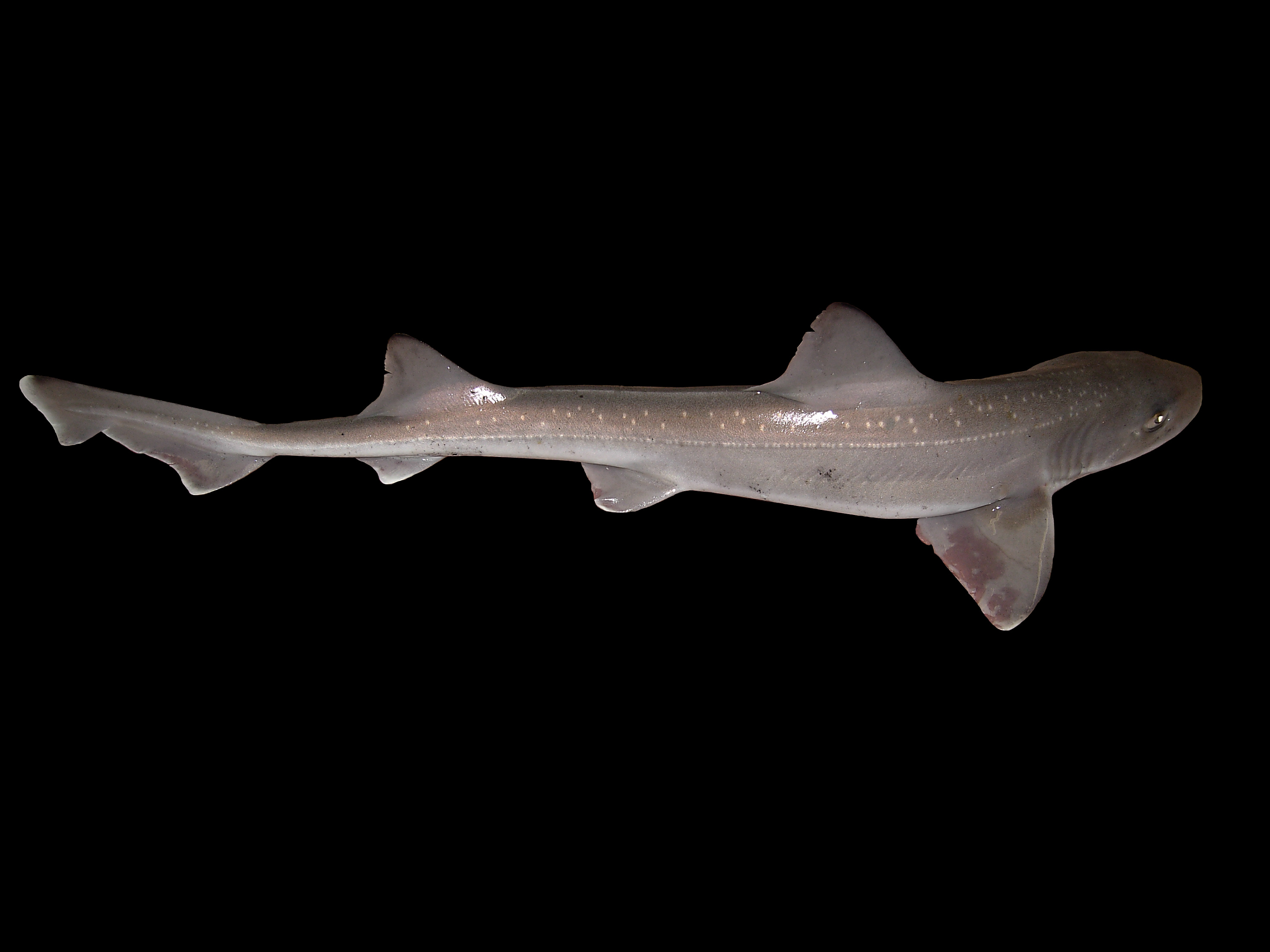
Mussola gravatja (Mustelus asterias)

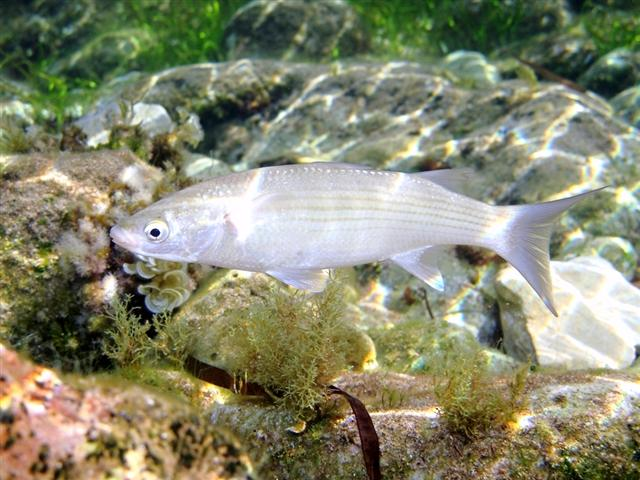
Llissa vera (Chelon labrosus)

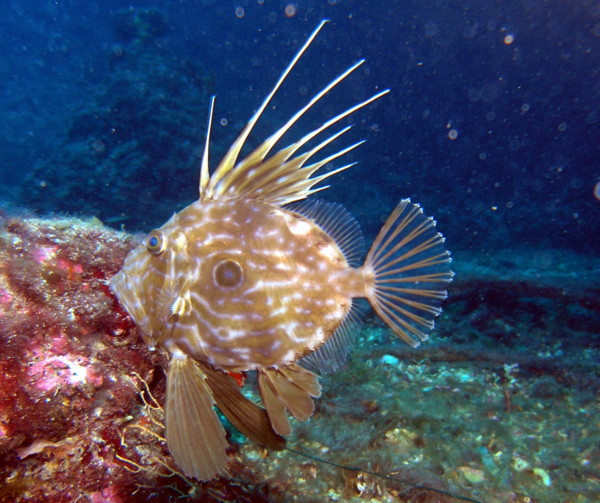
Gall de Sant Pere (Zeus faber)

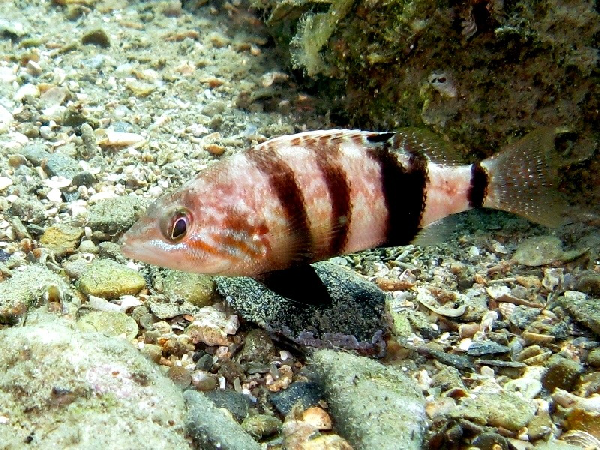
Músic (Serranus hepatus)

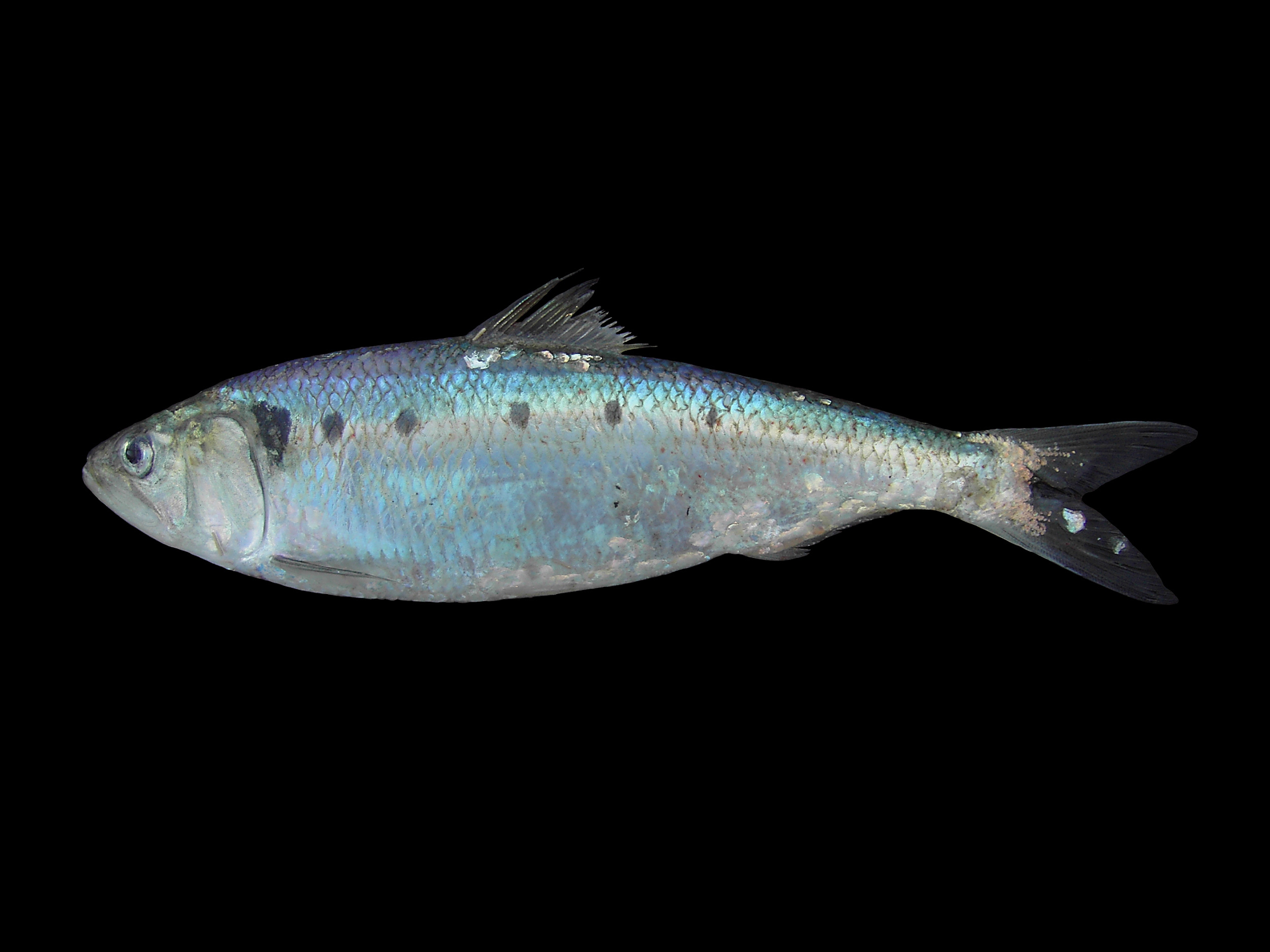
Alosa fallax

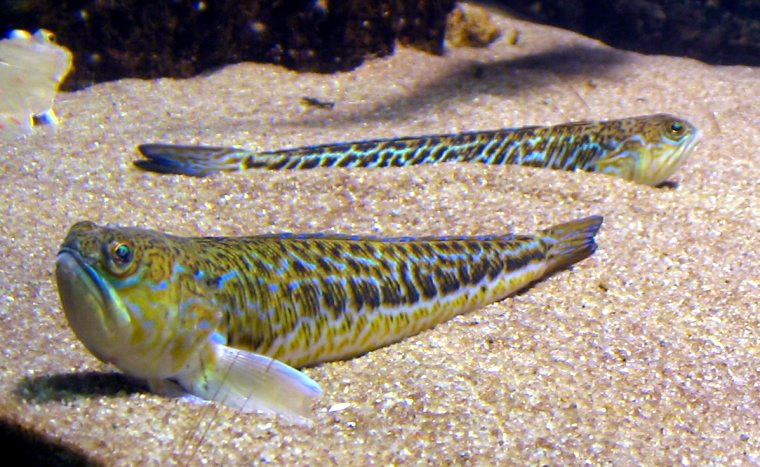
Aranya blanca (Trachinus draco)

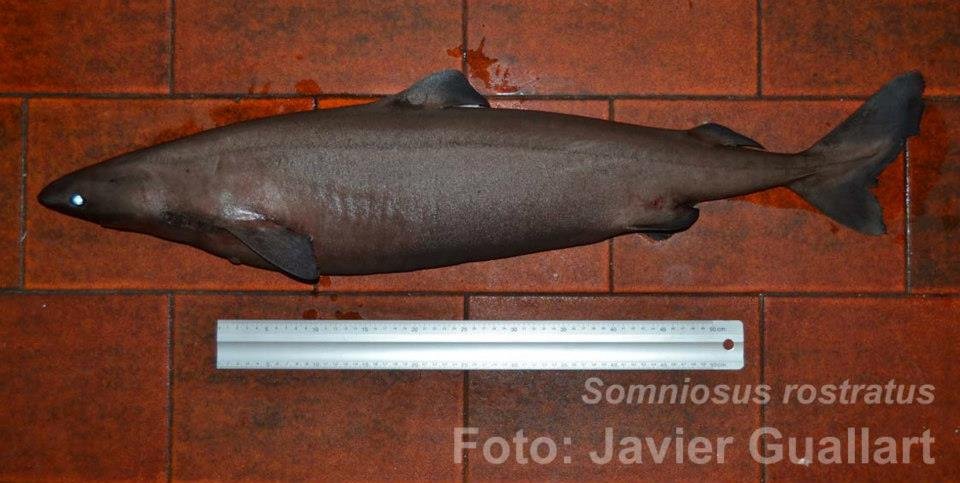
Gutxo boreal (Somniosus rostratus)

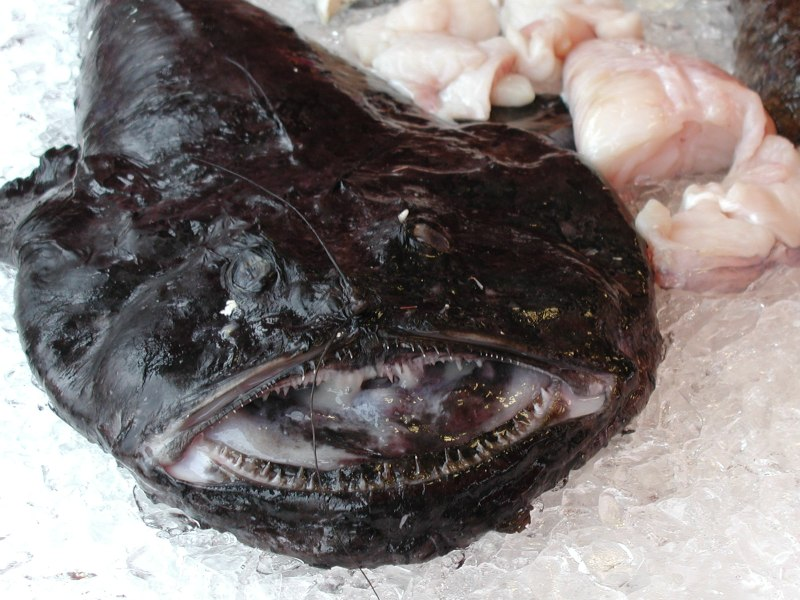
Rap (Lophius piscatorius)

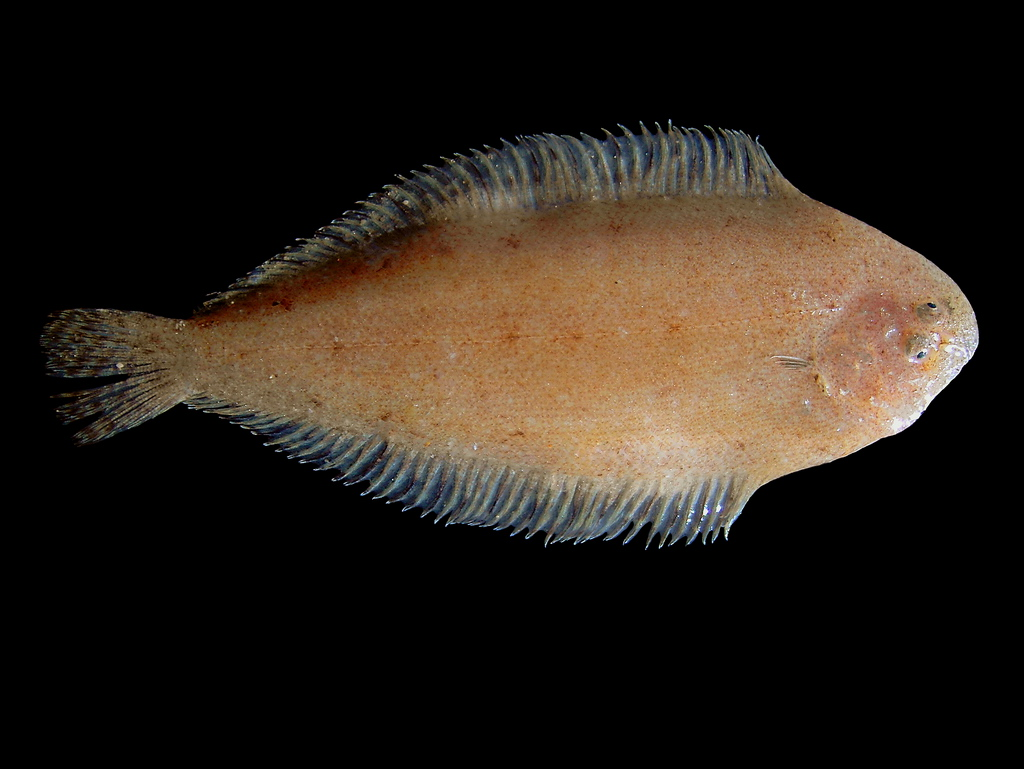
Palaí xic (Buglossidium luteum)

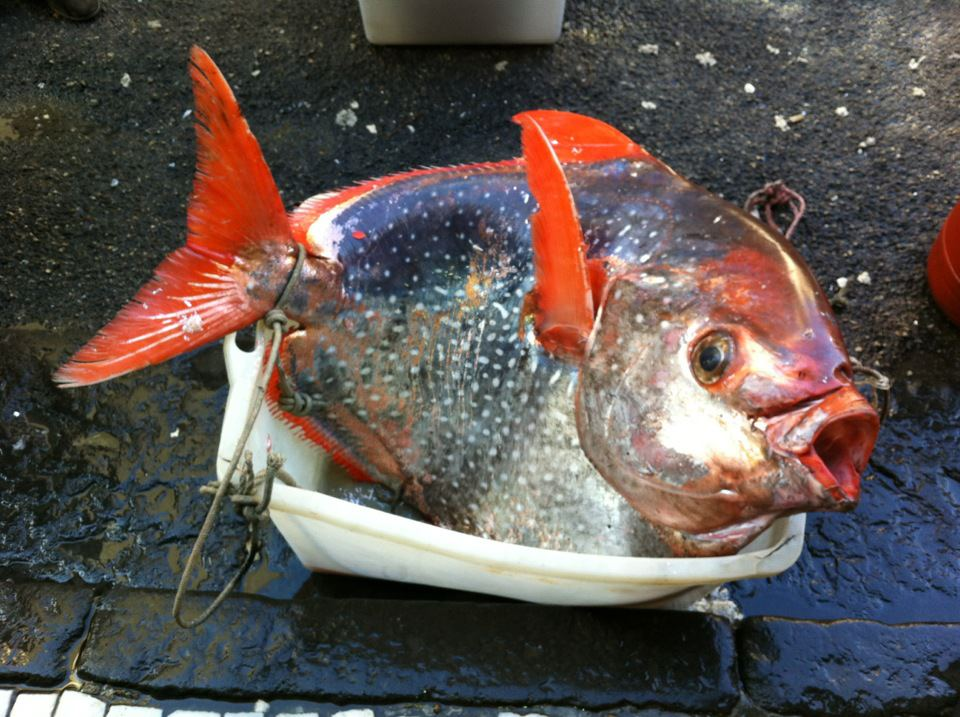
Lampris guttatus

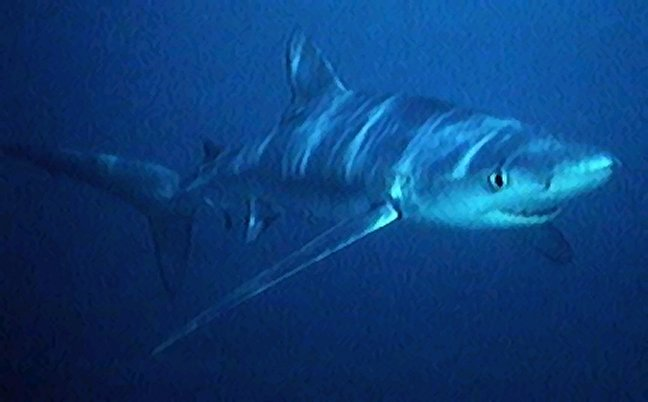
Tintorera (Prionace glauca)

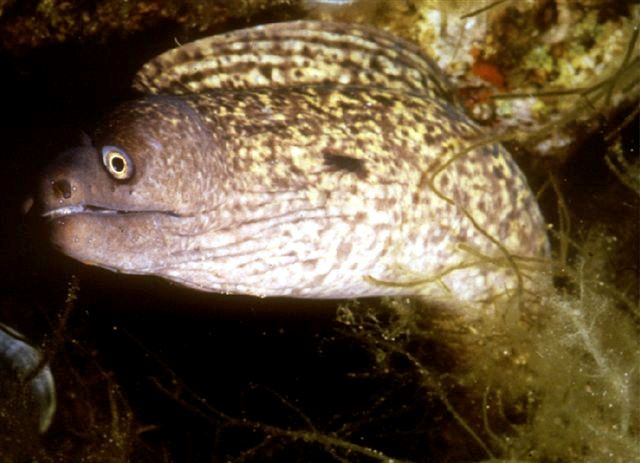
Morena (Muraena helena)

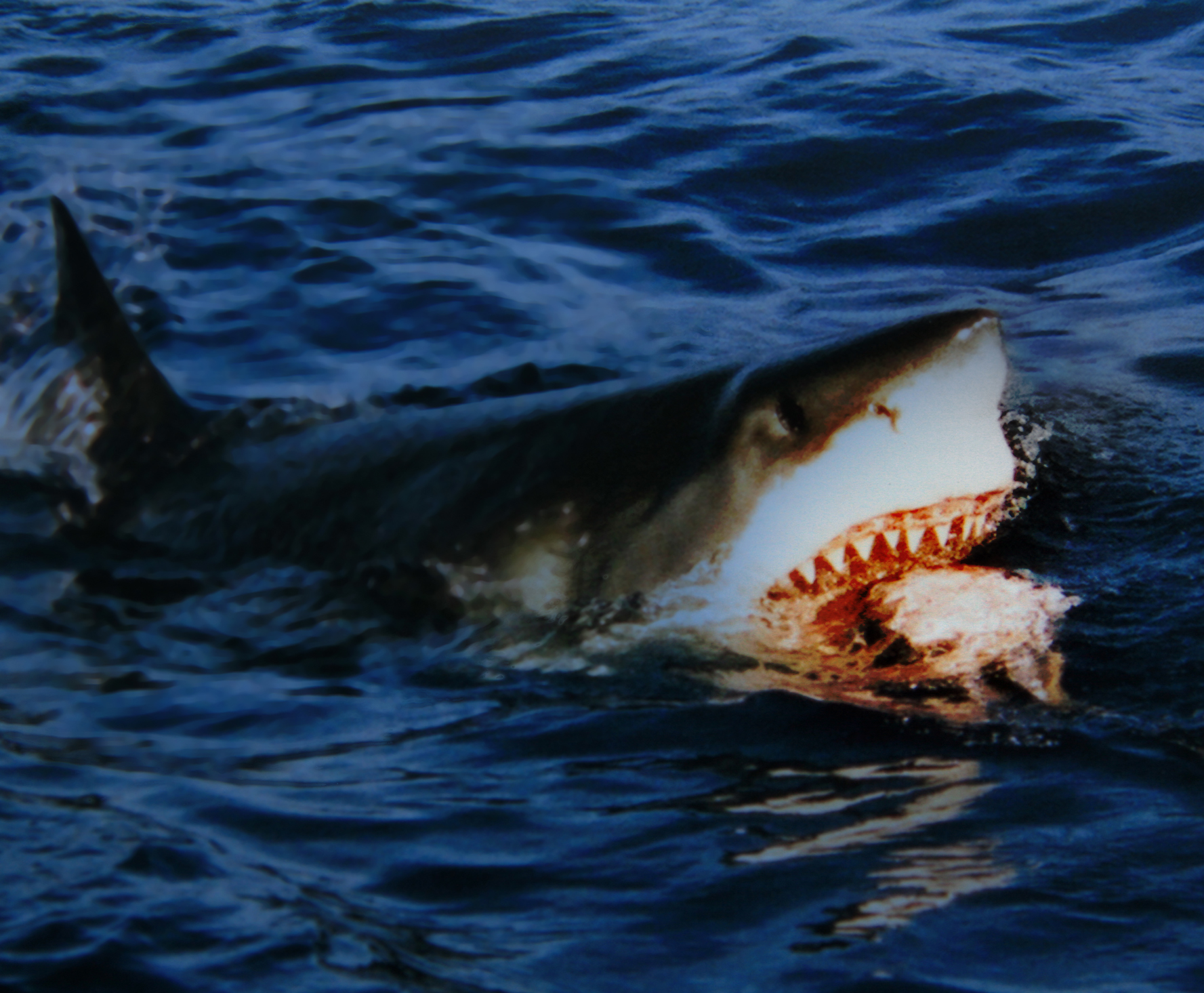
Tauró blanc (Carcharodon carcharias)

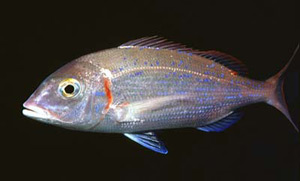
Pagell (Pagellus erythrinus)

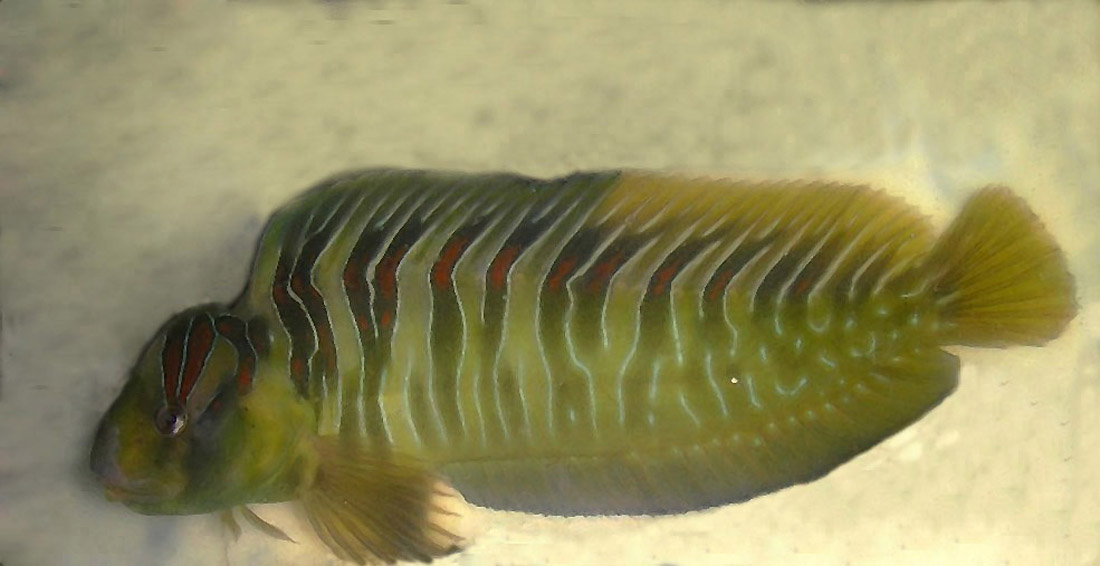
Salaria basilisca

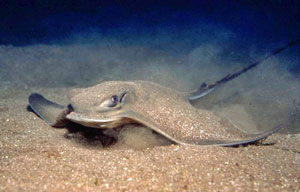
Milana (Myliobatis aquila)

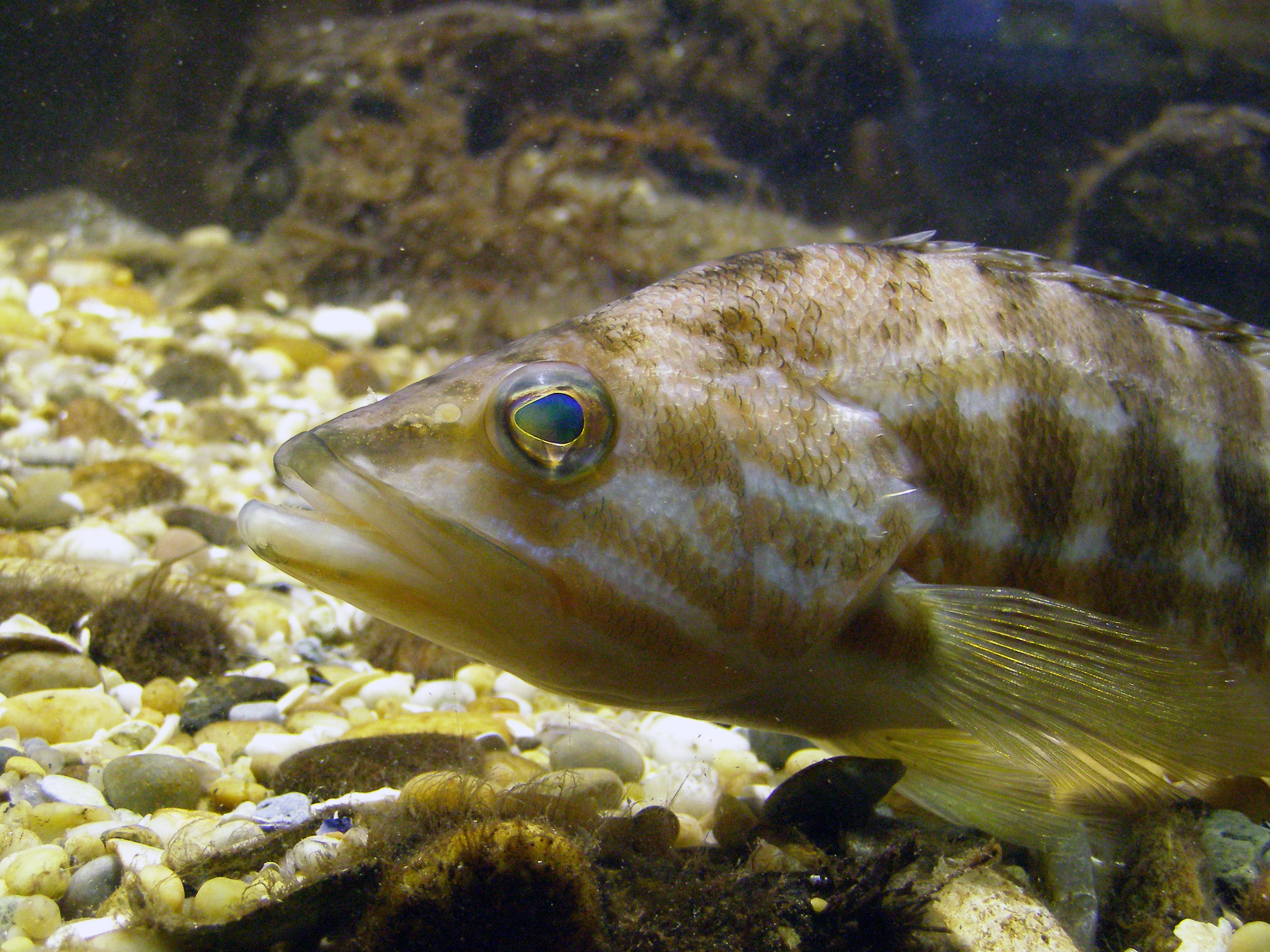
Serranet (Serranus cabrilla)

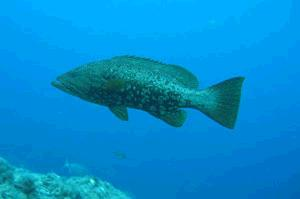
Anfós jueu (Mycteroperca rubra)

Círvia (Seriola dumerili)

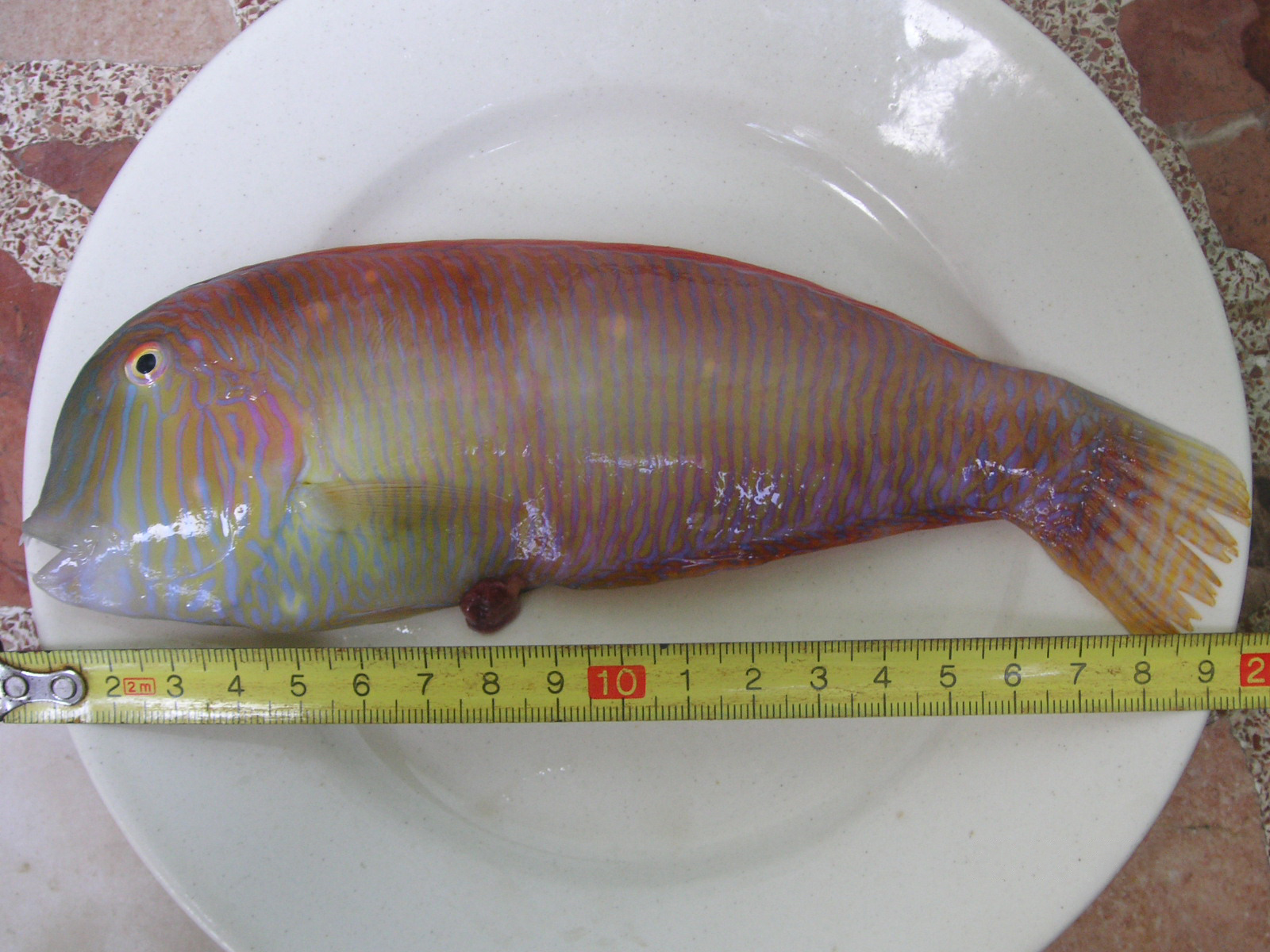
Raor (Xyrichtys novacula)

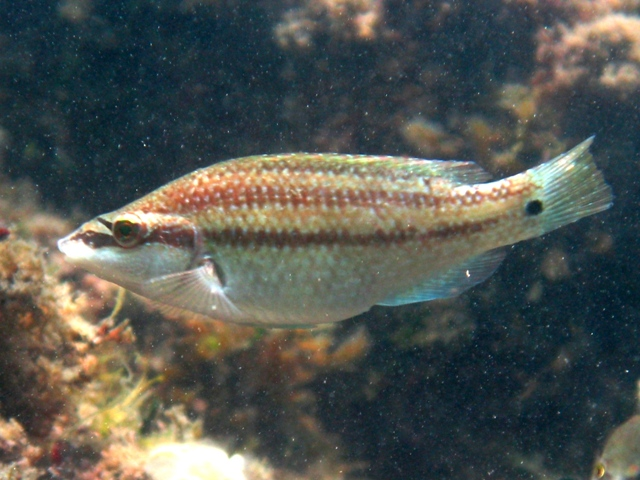
Llavió (Symphodus tinca)

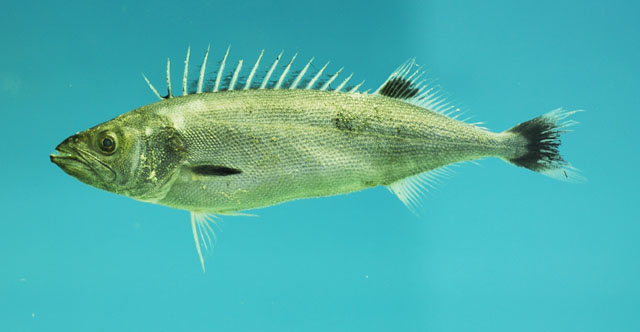
Ruvet (Ruvettus pretiosus)

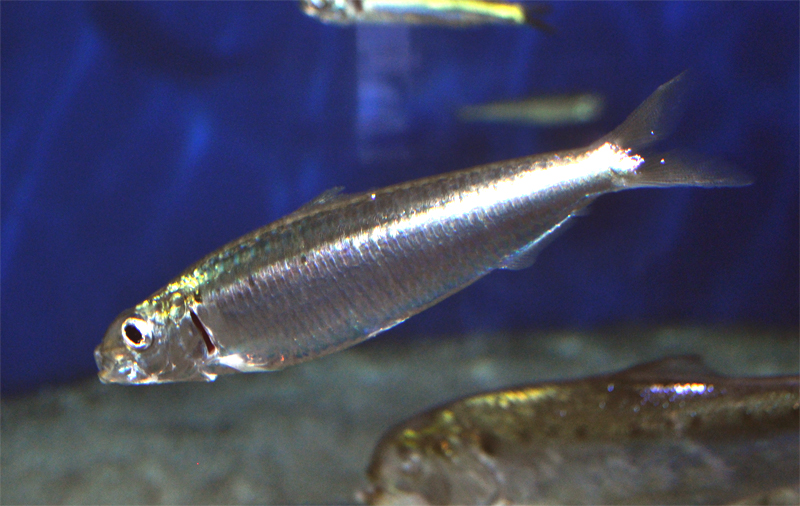
Sardina (Sardina pilchardus)

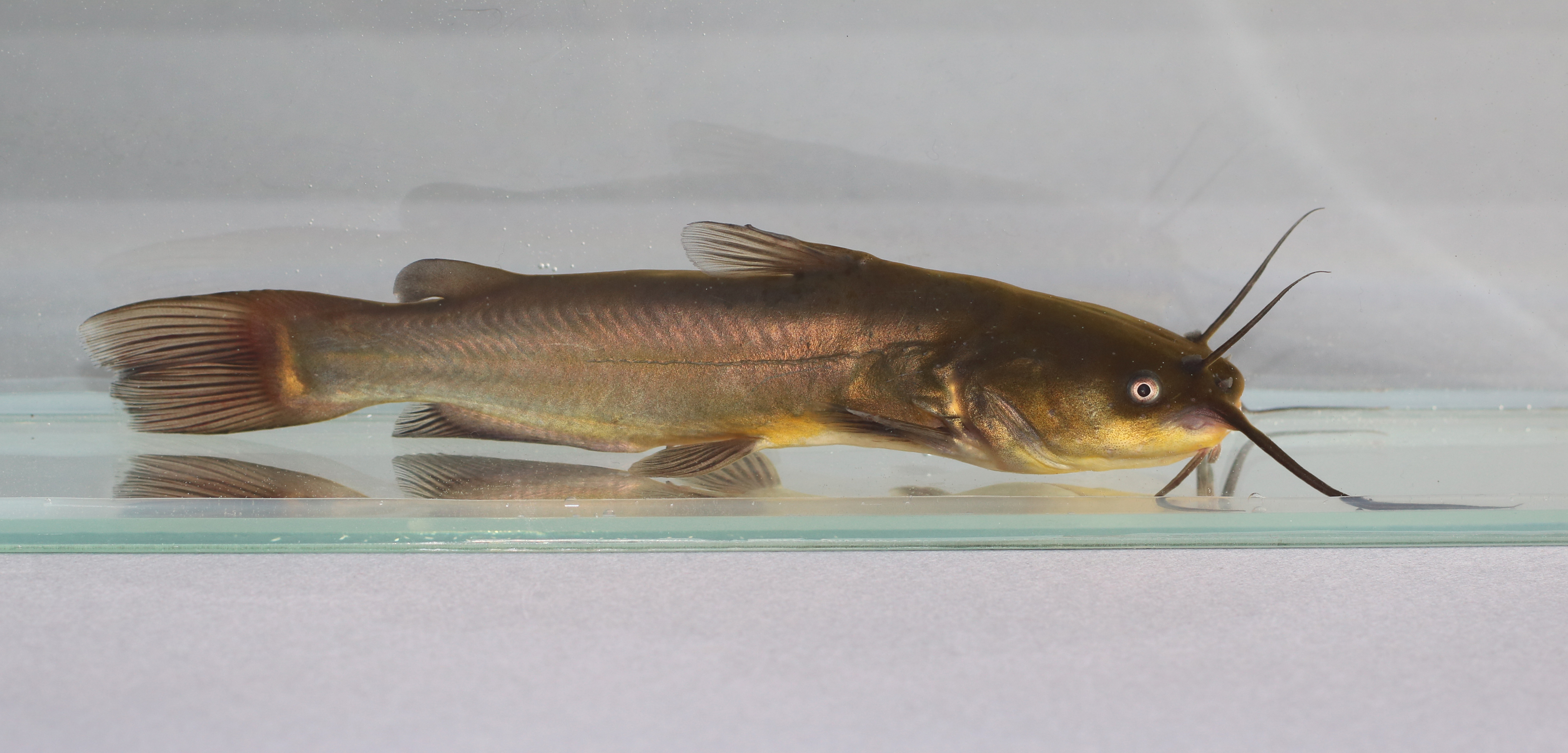
Ameiurus melas

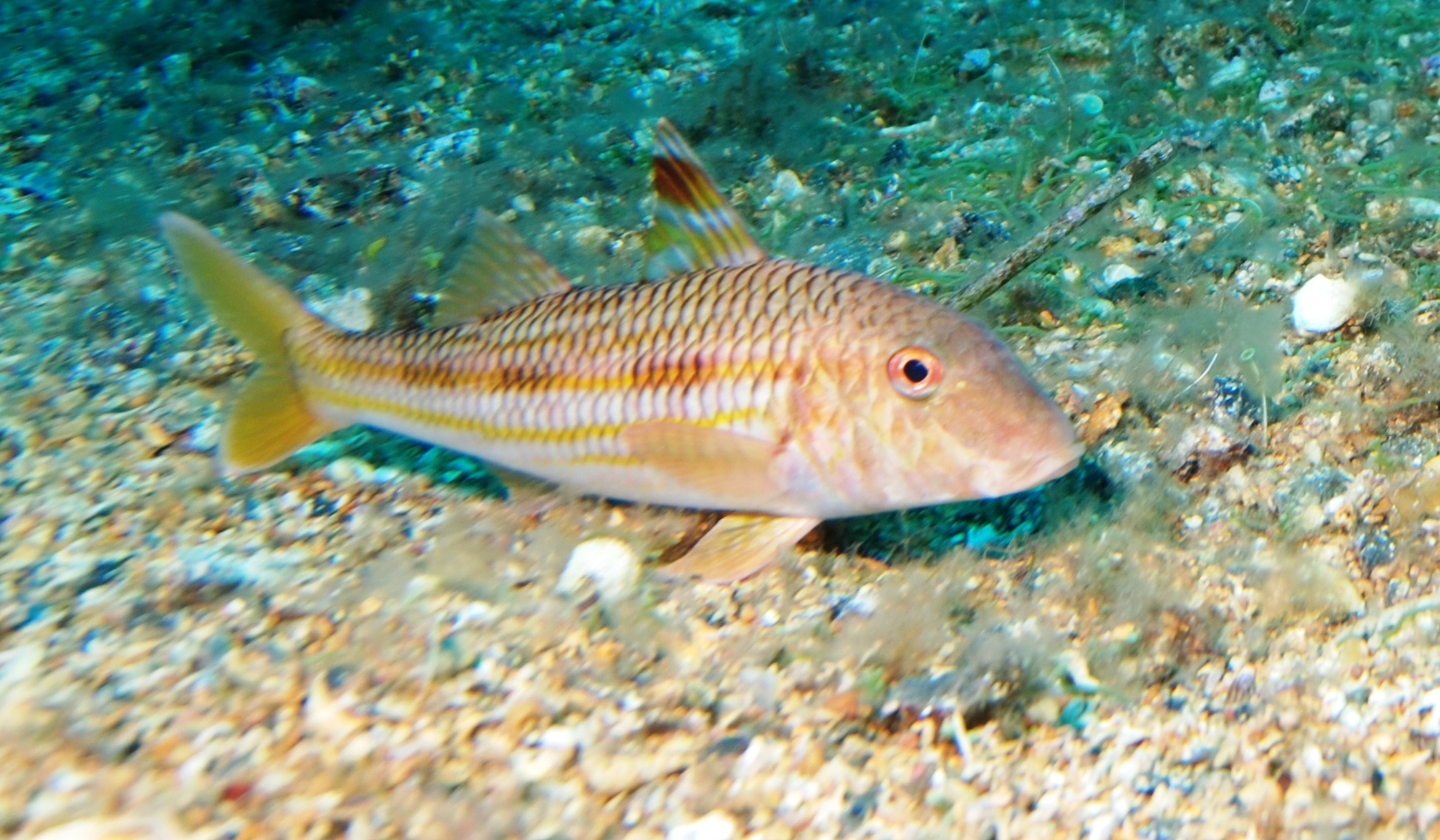
Moll de roca (Mullus surmuletus)

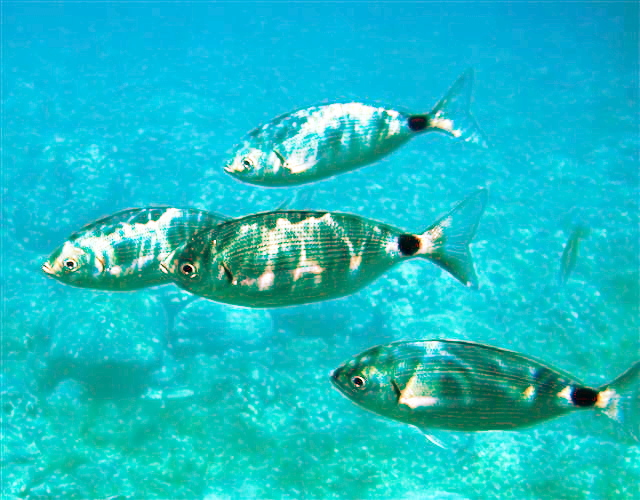
Oblada (Oblada melanura)

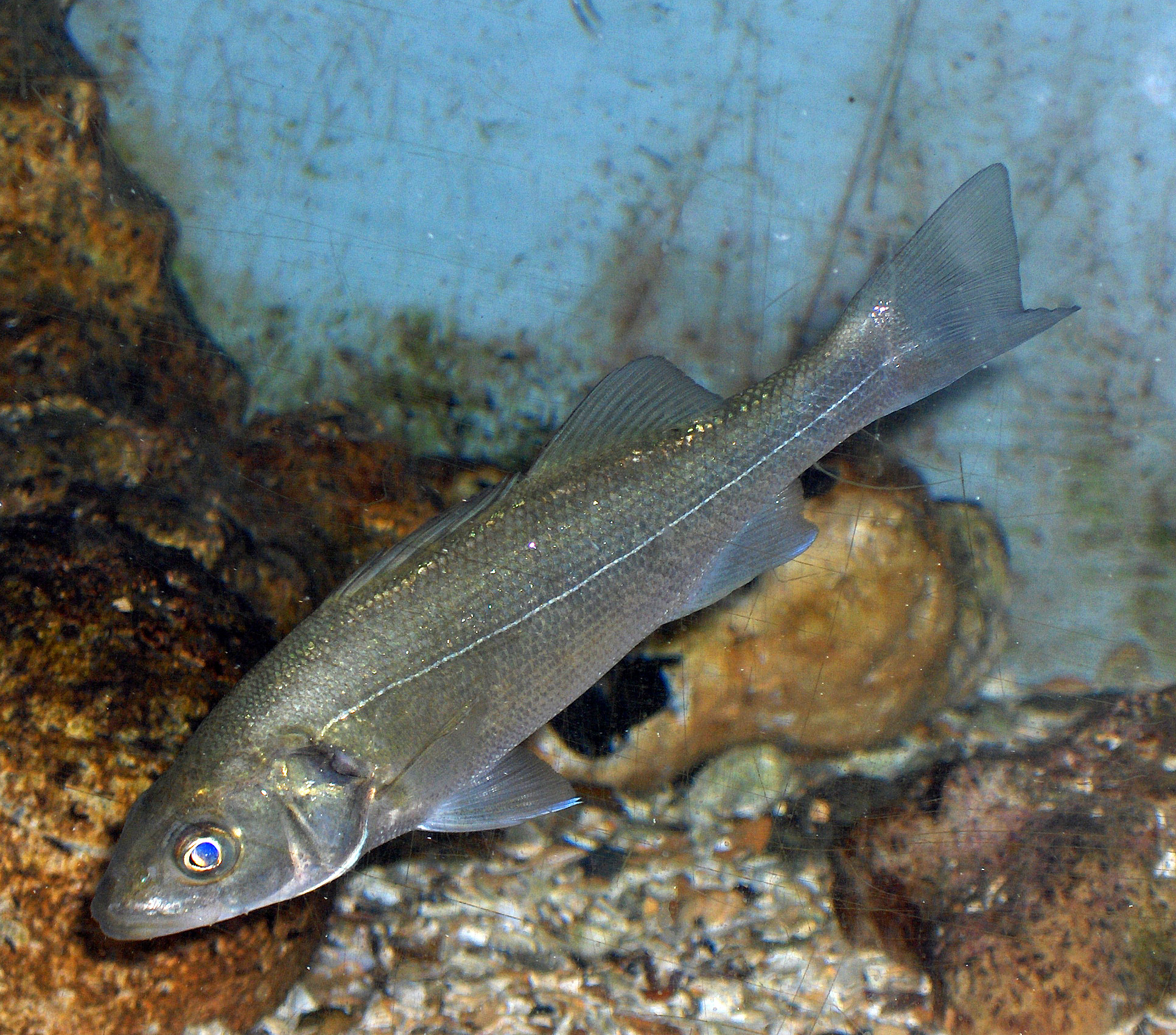
Llobarro (Dicentrarchus labrax)

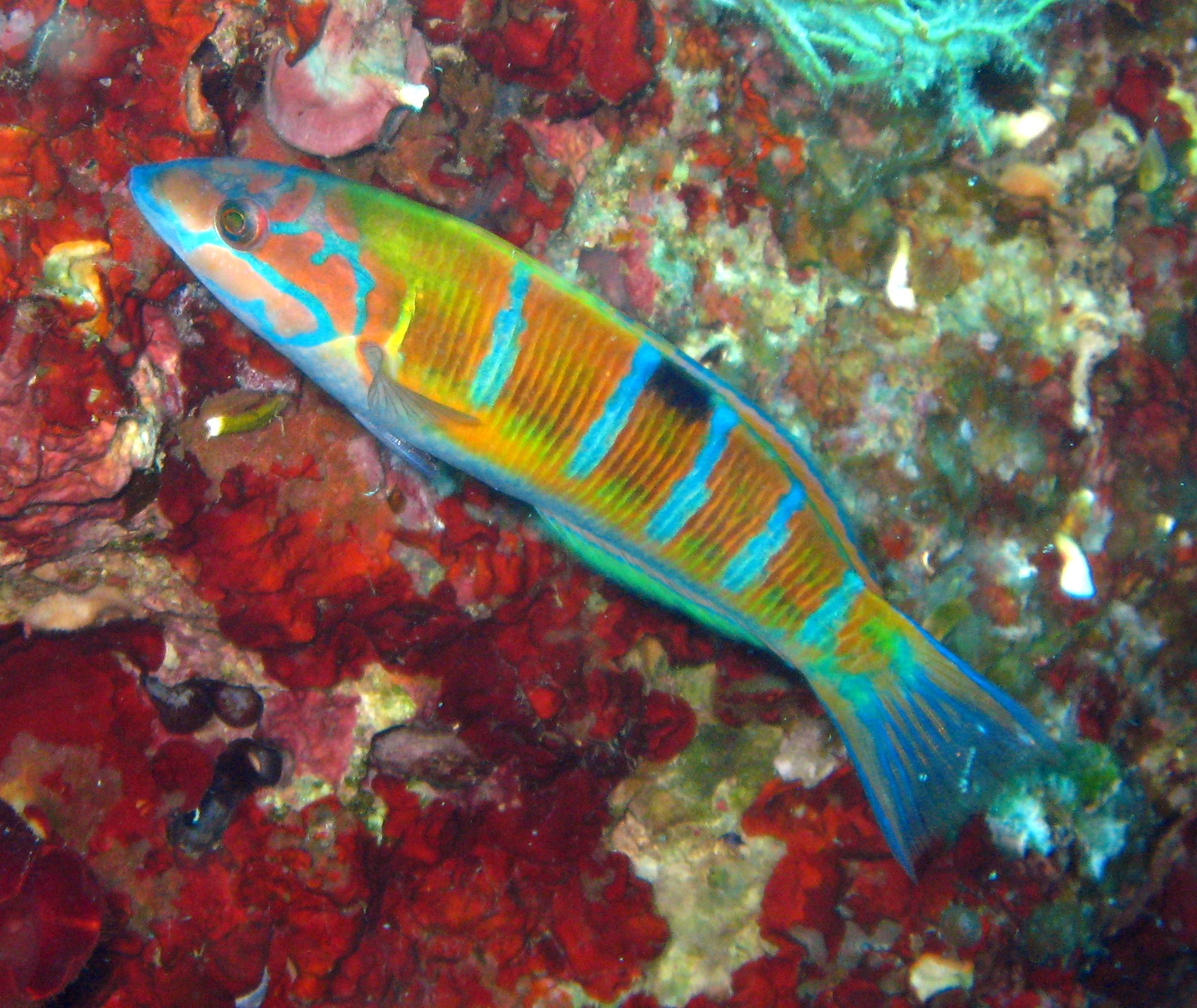
Fadrí (Thalassoma pavo)

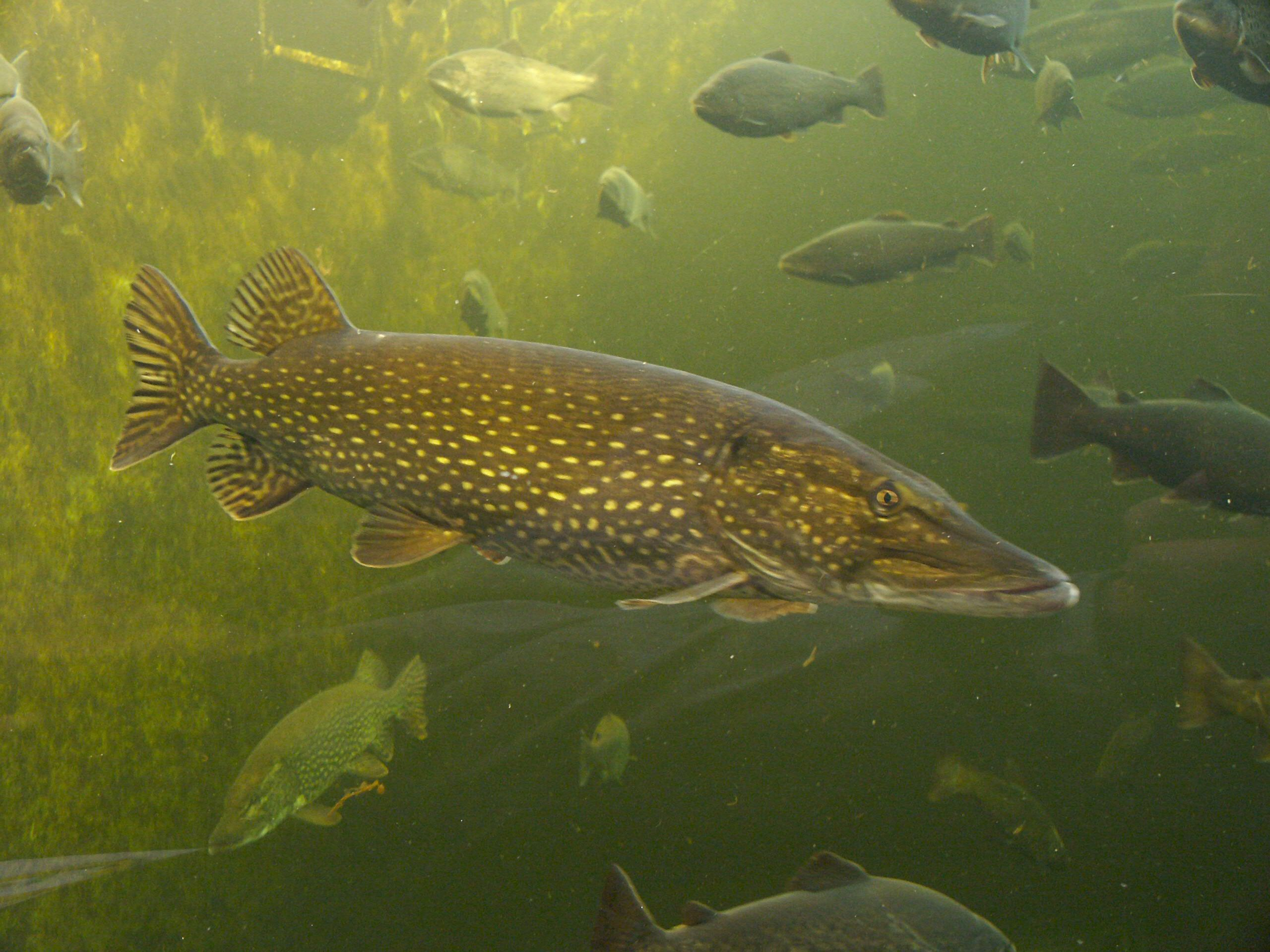
Lluç de riu (Esox lucius)

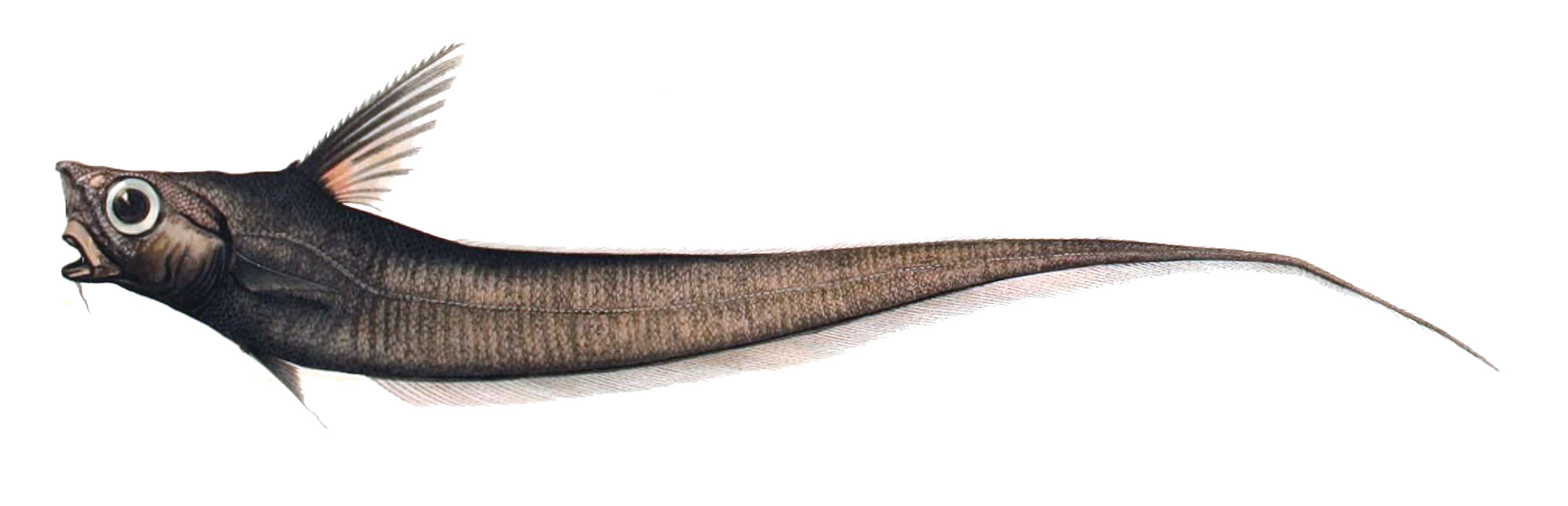
Ratolí italià (Nezumia sclerorhynchus)

Aquesta llista de peixos d'Albània inclou 426 espècies de peixos que es poden trobar actualment a Albània ordenades per l'ordre alfabètic de llur nom científic.

## A
- Acanthocybium solandri
- Acipenser baerii
- Acipenser naccarii
- Acipenser stellatus
- Acipenser sturio
- Alburnoides bipunctatus
- Alburnoides devolli[1]
- Alburnoides fangfangae[1]
- Alburnoides ohridanus
- Alburnoides prespensis
- Alburnus belvica
- Alburnus scoranza
- Alopias vulpinus
- Alosa agone
- Alosa fallax
- Ameiurus melas
- Ameiurus nebulosus
- Anguilla anguilla
- Anthias anthias
- Aphanius fasciatus
- Aphia minuta
- Apogon imberbis
- Apterichtus anguiformis
- Apterichtus caecus
- Arctozenus risso
- Argentina sphyraena
- Argyropelecus hemigymnus
- Argyrosomus regius
- Ariosoma balearicum
- Arnoglossus imperialis
- Arnoglossus kessleri
- Arnoglossus laterna
- Arnoglossus rueppelii
- Arnoglossus thori
- Atherina boyeri
- Atherina hepsetus
- Aulopus filamentosus
- Auxis rochei

## B
- Balistes capriscus
- Barbatula sturanyi
- Barbatula zetensis
- Barbus meridionalis[2]
- Barbus prespensis
- Barbus rebeli
- Bathypterois dubius
- Belone belone
- Benthosema glaciale
- Blennius ocellaris
- Boops boops
- Bothus podas
- Buglossidium luteum

## C
- Callanthias ruber
- Callionymus fasciatus
- Callionymus lyra
- Callionymus maculatus
- Callionymus risso
- Campogramma glaycos
- Capros aper
- Caranx hippos
- Caranx rhonchus
- Carapus acus
- Carassius auratus
- Carassius carassius
- Carassius gibelio
- Carcharhinus brevipinna
- Carcharhinus plumbeus
- Carcharias taurus
- Carcharodon carcharias
- Centrolophus niger
- Centrophorus granulosus
- Cepola macrophthalma
- Ceratoscopelus maderensis
- Cetorhinus maximus
- Chauliodus sloani
- Cheilopogon heterurus
- Chelidonichthys cuculus
- Chelidonichthys lucerna
- Chelidonichthys obscurus
- Chelon labrosus
- Chimaera monstrosa
- Chlopsis bicolor
- Chlorophthalmus agassizi
- Chondrostoma nasus
- Chondrostoma prespense
- Chondrostoma scodrense
- Chondrostoma vardarense
- Chromis chromis
- Chromogobius quadrivittatus
- Cichlasoma bimaculatum
- Citharus linguatula
- Cobitis meridionalis
- Cobitis ohridana[3]
- Cobitis taenia
- Coelorinchus caelorhincus
- Conger conger
- Coris julis
- Coryphaena hippurus
- Crystallogobius linearis
- Ctenolabrus rupestris
- Ctenopharyngodon idella
- Cubiceps gracilis
- Cyclothone braueri
- Cyprinus carpio

## D
- Dactylopterus volitans
- Dalatias licha
- Dalophis imberbis
- Dasyatis centroura
- Dasyatis pastinaca
- Dasyatis tortonesei
- Delminichthys ghetaldii
- Dentex dentex
- Dentex gibbosus
- Dentex macrophthalmus
- Diaphus rafinesquii
- Dicentrarchus labrax
- Dicentrarchus punctatus
- Diplecogaster bimaculata
- Diplodus annularis
- Diplodus cervinus
- Diplodus puntazzo
- Diplodus sargus sargus
- Diplodus vulgaris
- Dipturus batis
- Dipturus oxyrinchus

## E
- Echelus myrus
- Echiichthys vipera
- Echinorhinus brucus
- Electrona risso
- Engraulis encrasicolus
- Epinephelus aeneus
- Epinephelus caninus
- Epinephelus costae
- Epinephelus marginatus
- Esox lucius
- Etmopterus spinax
- Eudontomyzon stankokaramani
- Euthynnus alletteratus
- Eutrigla gurnardus
- Evermannella balbo
- Exocoetus volitans

## G
- Gadella maraldi
- Gadiculus argenteus
- Gaidropsarus biscayensis
- Gaidropsarus mediterraneus
- Gaidropsarus vulgaris
- Galeorhinus galeus
- Galeus melastomus
- Gambusia affinis
- Gambusia holbrooki
- Gasterosteus aculeatus
- Gasterosteus gymnurus
- Glossanodon leioglossus
- Gnathophis mystax
- Gobio ohridanus
- Gobio skadarensis
- Gobius bucchichi
- Gobius niger
- Gobius paganellus
- Gonichthys cocco
- Gonostoma denudatum
- Grammonus ater
- Gymnothorax unicolor
- Gymnura altavela

## H
- Helicolenus dactylopterus
- Hemiramphus far
- Heptranchias perlo
- Hexanchus griseus
- Hippocampus guttulatus
- Hippocampus hippocampus
- Hirundichthys rondeletii
- Hoplostethus mediterraneus
- Huso huso
- Hygophum benoiti
- Hygophum hygomii
- Hymenocephalus italicus
- Hypophthalmichthys molitrix
- Hypophthalmichthys nobilis

## I
- Ichthyococcus ovatus
- Istiophorus albicans
- Isurus oxyrinchus

## K
- Knipowitschia panizzae

## L
- Labrus merula
- Labrus mixtus
- Labrus viridis
- Lamna nasus
- Lampanyctus crocodilus
- Lampris guttatus
- Lepadogaster candolii
- Lepadogaster lepadogaster
- Lepidopus caudatus
- Lepidorhombus boscii
- Lepidorhombus whiffiagonis
- Lepidotrigla cavillone
- Lepomis gibbosus
- Lestidiops pseudosphyraenoides
- Lestidiops sphyrenoides
- Lesueurigobius friesii
- Lethenteron zanandreai
- Leuciscus aspius
- Leucoraja circularis
- Leucoraja fullonica
- Leucoraja naevus
- Lichia amia
- Lipophrys trigloides
- Lithognathus mormyrus
- Liza aurata
- Liza ramada
- Liza saliens
- Lobianchia dofleini
- Lophius budegassa
- Lophius piscatorius
- Lophotus lacepede
- Luvarus imperialis

## M
- Macroramphosus scolopax
- Merlangius merlangus
- Merluccius merluccius
- Microchirus ocellatus
- Microchirus variegatus
- Microlipophrys canevae
- Micromesistius poutassou
- Micropterus salmoides
- Microstoma microstoma
- Mobula mobular
- Mola mola
- Molva dypterygia
- Monochirus hispidus
- Mora moro
- Mugil cephalus
- Mullus barbatus barbatus
- Mullus surmuletus
- Muraena helena
- Mustelus asterias
- Mustelus mustelus
- Mustelus punctulatus
- Mycteroperca rubra
- Myctophum punctatum
- Myliobatis aquila

## N
- Nansenia oblita
- Naucrates ductor
- Nerophis ophidion
- Nettastoma melanurum
- Nezumia aequalis
- Nezumia sclerorhynchus

## O
- Oblada melanura
- Odontaspis ferox
- Oedalechilus labeo
- Oncorhynchus mykiss
- Ophichthus rufus
- Ophidion barbatum
- Ophidion rochei
- Ophisurus serpens
- Oreochromis niloticus
- Oxynoemacheilus pindus
- Oxynotus centrina

## P
- Pachychilon pictum
- Pagellus acarne
- Pagellus bogaraveo
- Pagellus erythrinus
- Pagrus caeruleostictus
- Pagrus pagrus
- Parablennius gattorugine
- Parablennius incognitus
- Parablennius sanguinolentus
- Parablennius tentacularis
- Parabramis pekinensis
- Paralepis coregonoides
- Parexocoetus mento
- Parophidion vassali
- Pegusa impar
- Pegusa lascaris
- Pegusa nasuta
- Pelasgus minutus
- Pelasgus prespensis
- Pelasgus thesproticus
- Perca fluviatilis
- Peristedion cataphractum
- Petromyzon marinus
- Phoxinus lumaireul
- Phoxinus phoxinus
- Phycis blennoides
- Phycis phycis
- Platichthys flesus
- Poecilia reticulata
- Polyprion americanus
- Pomatomus saltatrix
- Pomatoschistus marmoratus
- Pomatoschistus minutus
- Pomatoschistus montenegrensis
- Pomatoschistus quagga
- Prionace glauca
- Pseudaphya ferreri
- Pseudocaranx dentex
- Pseudorasbora parva
- Pteromylaeus bovinus
- Pygocentrus nattereri

## R
- Raja asterias
- Raja clavata
- Raja miraletus
- Raja montagui
- Raja polystigma
- Raja radula
- Raja undulata
- Ranzania laevis
- Regalecus glesne
- Remora brachyptera
- Remora remora
- Rhinobatos cemiculus
- Rhinobatos rhinobatos
- Rhinoptera marginata
- Rhodeus amarus
- Rostroraja alba
- Rutilus karamani
- Rutilus ohridanus
- Rutilus prespensis
- Rutilus rutilus
- Ruvettus pretiosus

## S
- Salaria basilisca
- Salaria fluviatilis
- Salaria pavo
- Salmo aphelios
- Salmo balcanicus
- Salmo dentex
- Salmo farioides
- Salmo lumi
- Salmo ohridanus
- Salmo peristericus
- Salmo trutta
- Salvelinus fontinalis
- Sander lucioperca
- Sarda sarda
- Sardina pilchardus
- Sardinella aurita
- Sarpa salpa
- Scardinius erythrophthalmus
- Scardinius knezevici[4]
- Scartella cristata
- Sciaena umbra
- Scomber scombrus
- Scomberesox saurus
- Scophthalmus maximus
- Scophthalmus rhombus
- Scorpaena elongata
- Scorpaena maderensis
- Scorpaena notata
- Scorpaena porcus
- Scorpaena scrofa
- Scyliorhinus canicula
- Scyliorhinus stellaris
- Seriola dumerili
- Serranus cabrilla
- Serranus hepatus
- Serranus scriba
- Silurus glanis
- Solea solea
- Somniosus rostratus
- Sparus aurata
- Sphoeroides pachygaster
- Sphyraena sphyraena
- Sphyrna mokarran
- Sphyrna zygaena
- Spicara maena
- Spicara smaris
- Spondyliosoma cantharus
- Sprattus sprattus
- Squalius cephalus
- Squalius platyceps
- Squalius prespensis
- Squalus acanthias
- Squalus blainville
- Squatina oculata
- Squatina squatina
- Stomias boa boa
- Stromateus fiatola
- Symbolophorus veranyi
- Symphodus cinereus
- Symphodus doderleini
- Symphodus mediterraneus
- Symphodus melanocercus
- Symphodus melops
- Symphodus ocellatus
- Symphodus roissali
- Symphodus rostratus
- Symphodus tinca
- Synapturichthys kleinii
- Syngnathus abaster
- Syngnathus acus
- Syngnathus phlegon
- Syngnathus tenuirostris
- Syngnathus typhle
- Synodus saurus

## T
- Telestes montenigrinus
- Telestes pleurobipunctatus
- Tetragonurus cuvieri
- Tetrapturus belone
- Thalassoma pavo
- Thunnus alalunga
- Thunnus thynnus
- Thymallus thymallus
- Tinca tinca
- Torpedo marmorata
- Torpedo nobiliana
- Torpedo torpedo
- Trachinotus ovatus
- Trachinus araneus
- Trachinus draco
- Trachinus radiatus
- Trachipterus trachypterus
- Trachurus mediterraneus
- Trachurus picturatus
- Trachurus trachurus
- Trichiurus lepturus
- Trigla lyra
- Trigloporus lastoviza
- Trisopterus luscus

## U
- Umbrina cirrosa
- Uranoscopus scaber

## V
- Valencia letourneuxi
- Vinciguerria attenuata
- Vinciguerria poweriae

## X
- Xiphias gladius
- Xyrichtys novacula

## Z
- Zebrus zebrus
- Zeugopterus regius
- Zeus faber
- Zosterisessor ophiocephalus
- Zu cristatus[5]